# Thất nghiệp tại Hoa Kỳ

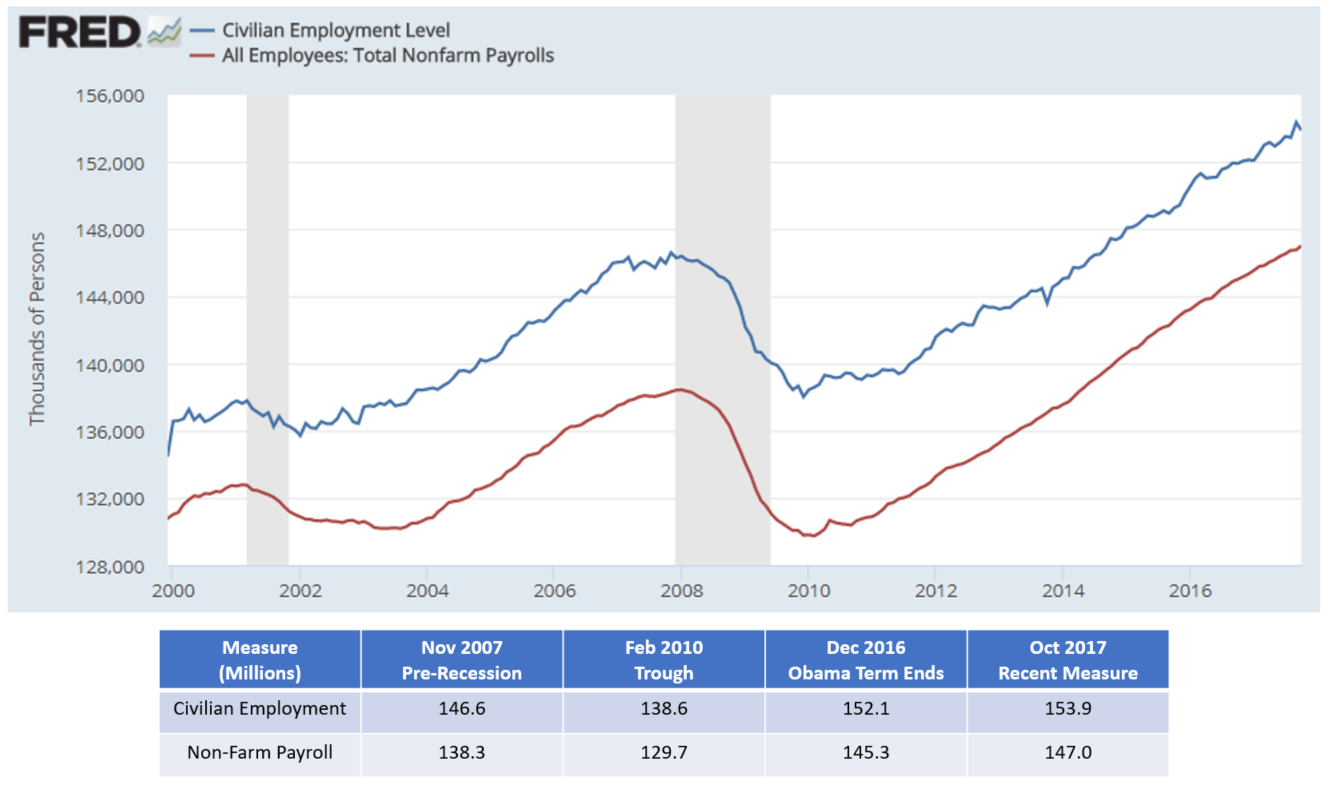
Việc làm tại Hoa Kỳ được đo bằng 2 chỉ số chính: số lượng việc làm dân sự và tổng việc làm non-farm. (Việc làm non-farm là tổng việc làm trừ đi lĩnh vực nông nghiệp, chính phủ và các tổ chức phi lợi nhuận)

Thống kê việc làm tại Hoa Kỳ (Tỷ lệ thất nghiệp và thay đổi hàng tháng về việc làm ròng), 2009–2016

Tỷ lệ thất nghiệp tại Hoa Kỳ tính theo các định nghĩa khác nhau

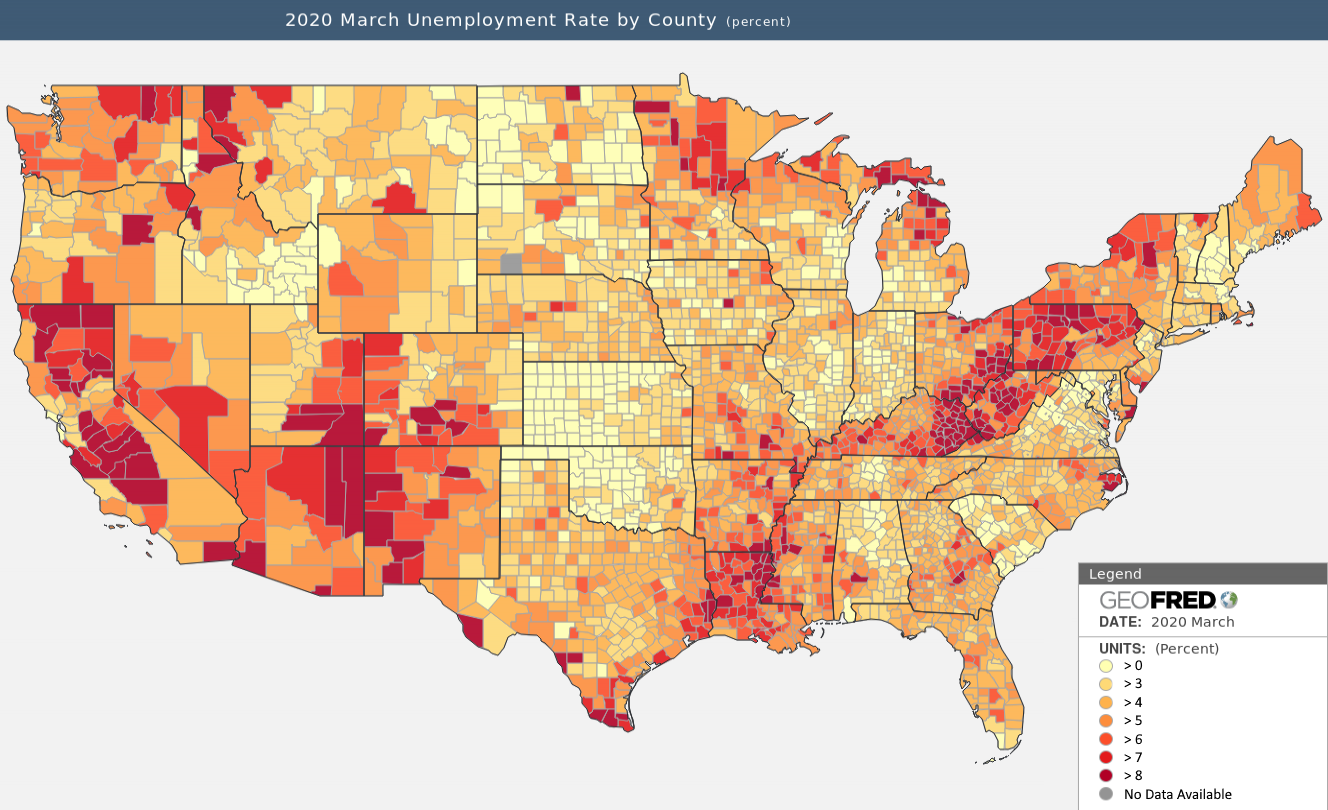
Tỷ lệ thất nghiệp tính theo các Hạt tại Hoa Kỳ (Tháng 3/2017)

Thất nghiệp tại Hoa Kỳ thảo luận các nguyên nhân và cách đo lường thất nghiệp, và các chiến lược giảm thiểu nó. Tăng trưởng việc làm và thất nghiệp bị ảnh hưởng bởi các yếu tố như điều kiện kinh tế, cạnh tranh toàn cầu, giáo dục, tự động hoá và nhân khẩu. Những nhân tố này có thể tác động tới số lượng lao động, thời gian thất nghiệp và mức lương.

## Tổng quan
Thất nghiệp thường giảm trong thời kỳ kinh tế thịnh vượng và tăng trong thời kỳ suy thoái, tạo nên áp lực đáng kể đối với tài chính công như thu thuế giảm và chi phí cho mạng lưới an sinh xã hội (social safety net) tăng. Chi tiêu chính phủ và các quyết định về thuế (chính sách tài khoá) và mức điều chỉnh lãi suất của Cục dự trữ liên bang Hoa Kỳ (U.S. Federal Reserve) (chính sách tiền tệ) là những công cụ quan trọng để giải quyết tỷ lệ thất nghiệp. Có thể có một sự đánh đổi giữa thất nghiệp và lạm phát, khi mà các chính sách đưa ra để giảm thiểu thất nghiệp có thể tạo ra áp lực lạm phát tăng, và ngược lại. Cục dự trữ liên bang Hoa Kỳ (Fed) luôn duy trì mục tiêu tạo ra tối đa việc làm trong khi duy trì một mức lạm phát thấp. Các chính đảng lớn tranh luận để tìm ra những giải pháp phù hợp và đúng đắn để cải thiện tỷ lệ tăng trưởng việc làm, trong khi phe tự do cho là nên tăng chi tiêu chính phủ, phe bảo thủ tranh cãi đòi giảm thuế và giảm bớt quy định. Các cuộc khảo sát thăm dò cho thấy, dân chúng Hoa Kỳ tin rằng ưu tiên quan trọng nhất của chính phủ là tạo việc làm trong nước, với giải pháp chính yếu là không chuyển việc làm ra nước ngoài.
Thất nghiệp có thể được đo bằng nhiều cách. Một người được coi là thất nghiệp nếu họ hiện không có việc làm nhưng đang tìm kiếm và sẵn sàng làm việc. Người hiện không làm việc cũng như không thất nghiệp không được tính vào lực lượng lao động. Ví dụ đến tháng 9/2007, tỷ lệ thất nghiệp tại Hoa Kỳ là 4,2% tương đương 6,8 triệu người, trong khi theo cách tính U6 của chính phủ, bao gồm cả việc bán thời gian tỷ lệ này là 8,3%. Cả hai tỷ lệ này đều thấp hơn tháng 11/2007 - thời điểm sau suy thoái kinh tế. Những con số này được tính toán với lực lượng lao động xấp xỉ 159,6 triệu người, so với dân số nước Hoa Kỳ là 326 triệu người. Cục thống kê lao động (BLS) hàng tháng phát hành báo cáo tóm tắt về tình trạng lao động và thất nghiệp tại Hoa Kỳ.

## Định nghĩa về thất nghiệp

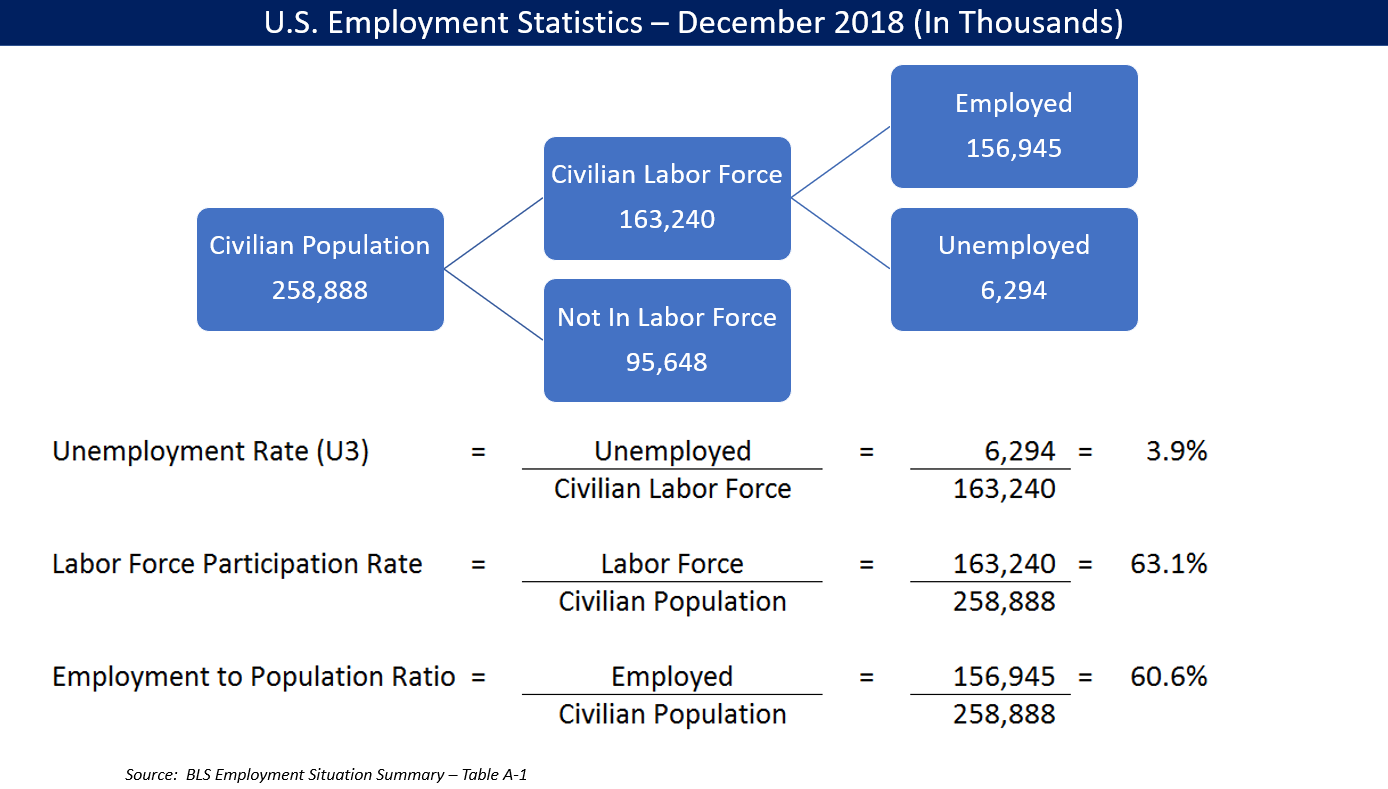
Thống kê về lao động và thất nghiệp (tháng 11/2016)

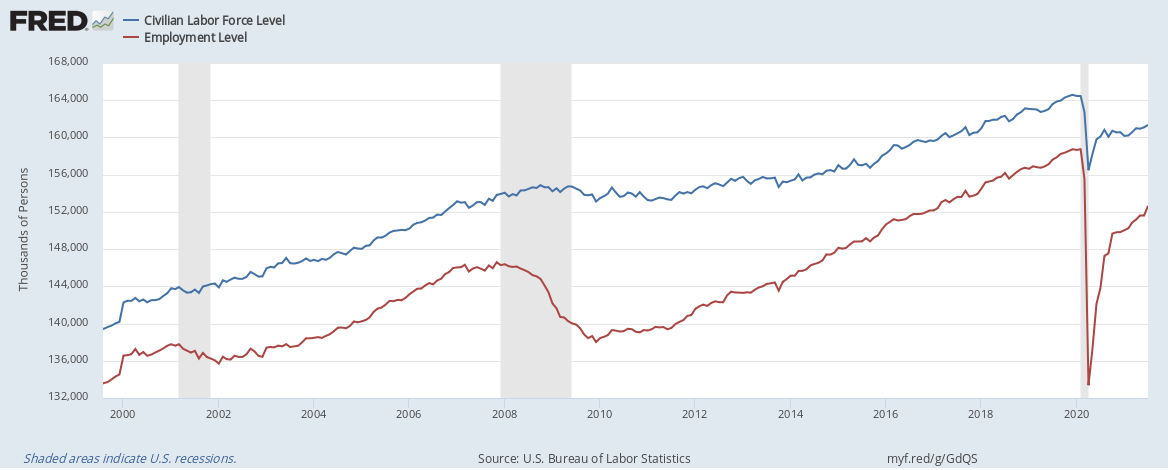
Số lượng người trong lực lượng lao động và có việc làm tại Hoa Kỳ. Khoảng trống là số lượng thất nghiệp, đạt đỉnh điểm 15,4 triệu người vào tháng 10/2009, sau đó giảm xuống 7,4 triệu người tháng 11/2016.

Cục thống kê lao động Hoa Kỳ đã định nghĩa một vài khái niệm về lao động và thất nghiệp như sau:
- Người đang có việc làm là 'có việc làm' (employed)
- Người không có việc làm, đang tìm kiếm và sẵn sàng làm việc là 'thất nghiệp' (unemployed)
- Người không thất nghiệp cũng không làm việc không tính vào lực lượng lao động.

### Có việc làm
Người có việc làm bao gồm:
- Người làm bất kỳ công việc gì để nhận lương hoặc có lợi nhuận trong thời gian khảo sát.
- Người làm việc ít nhất 15 giờ không công trong một công ty gia đình, được điều hành bởi một thành viên trong gia đình của họ.
- Người nghỉ tạm thời từ công việc thường xuyên của họ, nghỉ có lương hoặc không.
- Người làm việc toàn thời gian 35 giờ/tuần hoặc hơn, hoặc bán thời gian ít hơn 35 giờ/tuần.

### Thất nghiệp
Người được coi là thất nghiệp bao gồm:
- Người hiện không có việc làm, đã tìm kiếm việc trong 4 tuần trước đó, và hiện tại đang sẵn sàng làm việc.
- Người sẽ được gọi trở lại sau khi bị sa thải, dù họ có đang tìm kiếm việc làm hay không.
- Trong tất cả trường hợp khác, cá nhân phải thực hiện tìm kiếm ít nhất một công việc trong 4 tuần trước khi diễn ra khảo sát và sẵn sàng làm việc.

### Lực lượng lao động
Những ai được coi là lực lượng lao động?
- Những người không ở trong lực lượng lao động là những người không thuộc có việc làm và thất nghiệp trong tuần khảo sát.
- Lực lượng lao động dựa trên tất cả các công dân dân sự từ 16 tuổi trở lên (Trừ các trường hợp dưới 16 tuổi, những người đang trong trung tâm giáo dưỡng, nhà tù và quân nhân trong quân đội).
- Lực lượng lao động bao gồm người có việc làm và người thất nghiệp cộng lại.
- Số người còn lại, những người không có việc làm và không tìm việc được tính là không trong lực lượng lao động. Nhiều người trong số này đang tới trường học hoặc nghỉ hưu.
- 'Nhóm ràng buộc ngoài lề (Marginally attached) là những người lao không tính vào lực lượng lao động vì họ không tìm việc trong 4 tuần gần nhất. Tuy nhiên họ đã tìm kiếm trong 12 tháng trước và họ sẵn sàng cũng như muốn làm việc. Hầu hết những người thuộc nhóm này không tìm kiếm việc làm do đang đi học hoặc vì nghĩa vụ gia đình. Nhóm ràng buộc ngoài lề bao gồm cả những công nhân nản chí (discouraged workers), những người không tìm việc làm vì họ tin rằng không có công việc nào phù hợp cho họ.

## Lịch sử lao động và thất nghiệp tại Hoa Kỳ

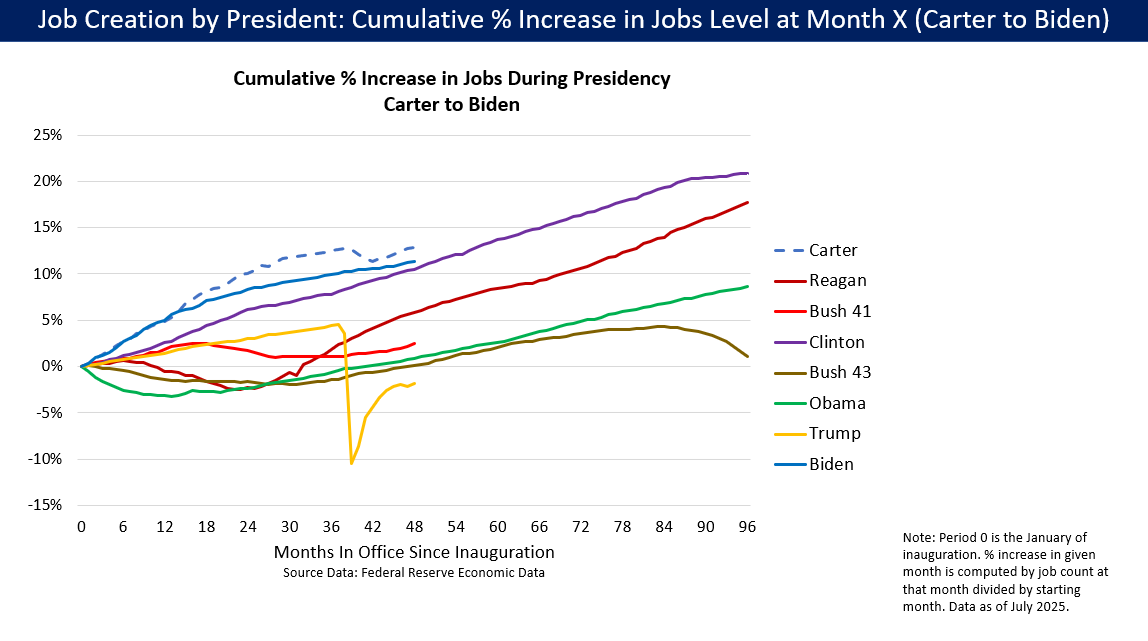
Tăng trưởng việc làm qua các đời Tổng thống Hoa Kỳ
Job Growth by U.S. President, tính bằng phần trăm tích luỹ từ tháng sau nhậm chức đến khi kết thúc nhiệm kỳ.

Trong suốt những năm 1940, Bộ lao động Hoa Kỳ, cụ thể là Cục thống kê lao động (BLS) bắt đầu thu thập các thông tin về tình trạng lao động thông qua các khảo sát hộ gia đình hàng tháng. Các dữ liệu khác được thu thập quay lại từ 1912. Tỷ lệ thất nghiệp biến động từ 1% trong thời kỳ Thế chiến 1 (WWI) tới mức 25% trong thời kỳ đại suy thoái. Gần đây, tỷ lệ này lên tới 10,8% vào tháng 11 năm 1982 và 10,0% tháng 10 năm 2009. Thất nghiệp có xu hướng tăng trong giai đoạn suy thoái và giảm khi kinh tế tăng trưởng. Từ năm 1948 đến 2015, tỷ lệ thất nghiệp trung bình là 5,8%. Luôn có một số lượng thất nghiệp nhất định trong quá trình thay đổi việc làm và những người mới gia nhập lực lượng lao động tìm kiếm công việc. Đây được gọi là thất nghiệp tạm thời. Vì lý do này, Cục dự trữ liên bang định hướng theo mục tiêu 'tỷ lệ thất nghiệp tự nhiên' (natural rate of unemployment - NAIRU), khoảng 5% năm 2015. Một tỷ lệ thất nghiệp dưới mức này sẽ gắn với tăng lạm phát về lý thuyết, khi mà sự thiếu hụt lao động dẫn tới tiền công tăng lên, kéo theo đó là mức giá cả tăng.

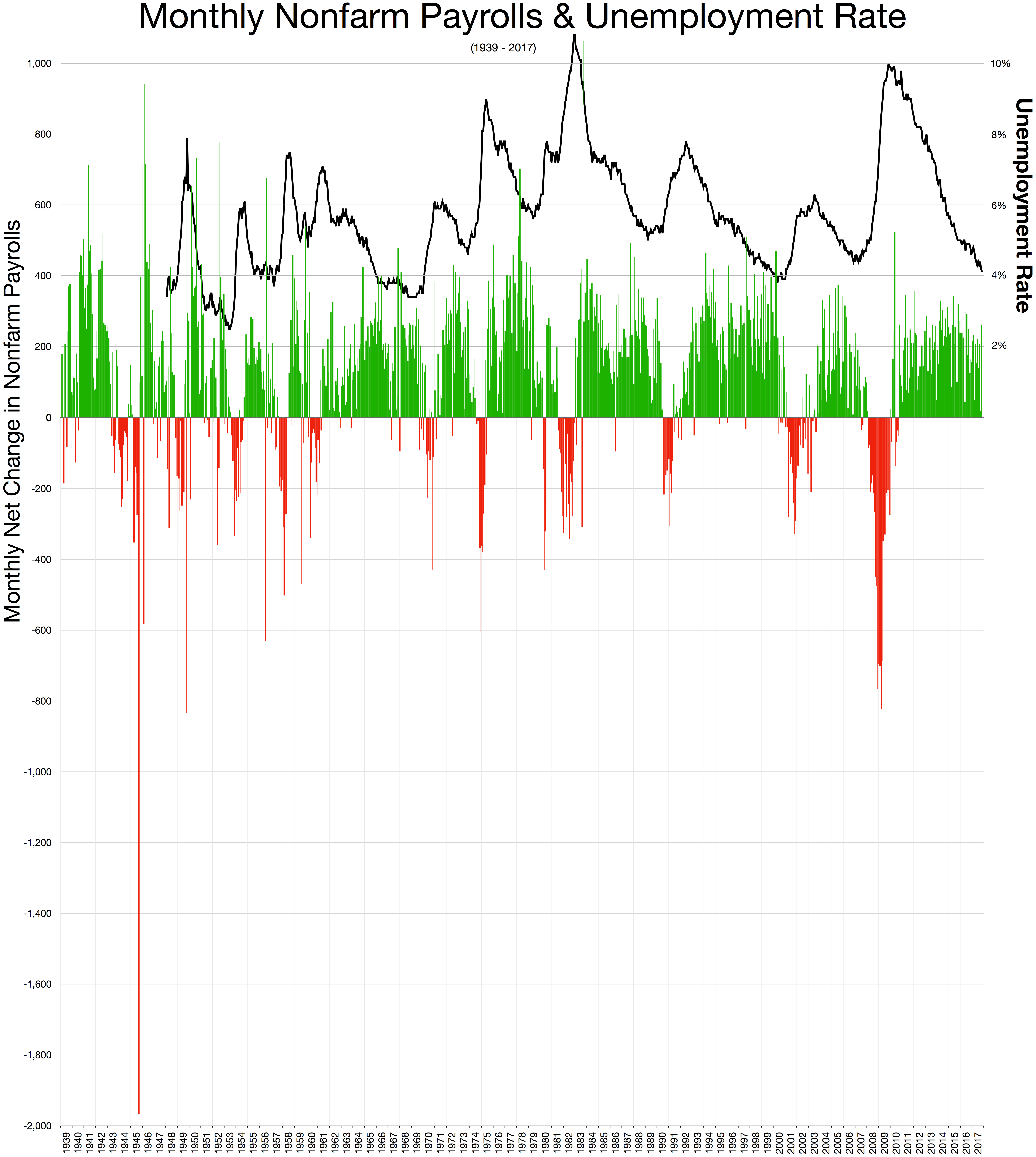
Số lượng việc làm hàng tháng và thất nghiệp

### Việc làm tạo ra trong các kỳ Tổng thống
Có nhiều nguồn khác nhau phản ánh số lượng việc làm tạo ra qua các kỳ Tổng thống. Số liệu có thể bao gồm khu vực tư nhân, chính phủ hoặc cả hai. Dữ liệu kinh tế của Cục dự trữ liên bang (FED) có các thông tin về tổng lao động phi nông nghiệp (nonfarm - tức không bao gồm khu vực chính phủ, tổ chức phi lợi nhuận và nông nghiệp). Trong nhiệm kỳ tổng thống Obama, từ giữa tháng 2 năm 2009 đến tháng 12 năm 2015, số lượng việc làm khu vực kinh tế tư nhân đã tăng thêm 10 triệu. Hơn 10 triệu việc làm mới được tạo ra trong mỗi nhiệm kỳ của tổng thống Clinton trong những năm 1990, đây là mức cao nhất trong các đời Tổng thống. Tổng thống Reagan đã tạo ra trung bình hơn 7 triệu việc làm trong mỗi nhiệm kỳ Tổng thống trong những năm 1980, trong khi Tổng thống George W.Bush tạo ra mức việc làm âm trong những năm 2000. Những Tổng thống này cũng đã tạo sự tăng trưởng việc làm trong khu vực công, trừ tổng thống Obama.

## Xu hướng lao động hiện thời

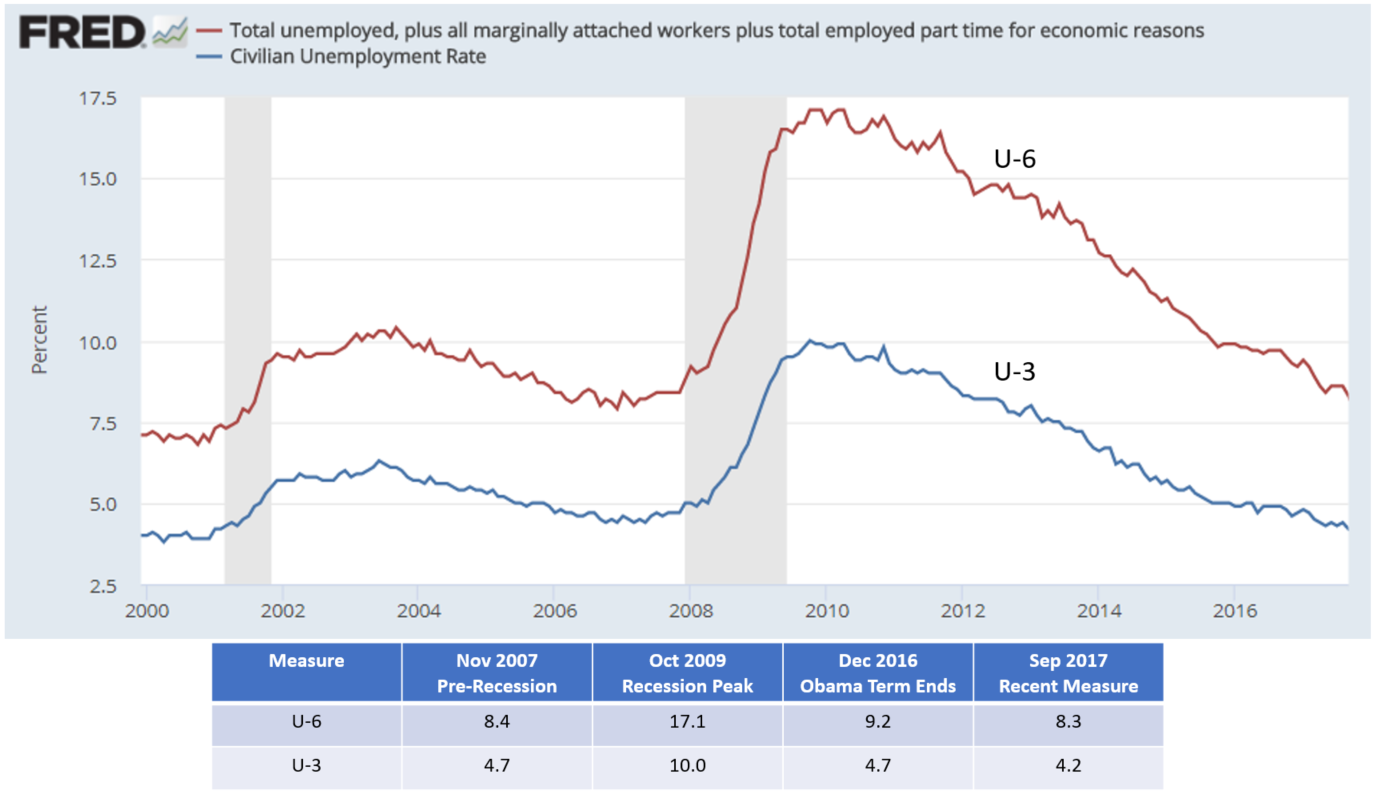
Đồ thị minh hoạ diễn biến tỷ lệ thất nghiệp từ 2000-2007, theo cách tính U3 và U6.

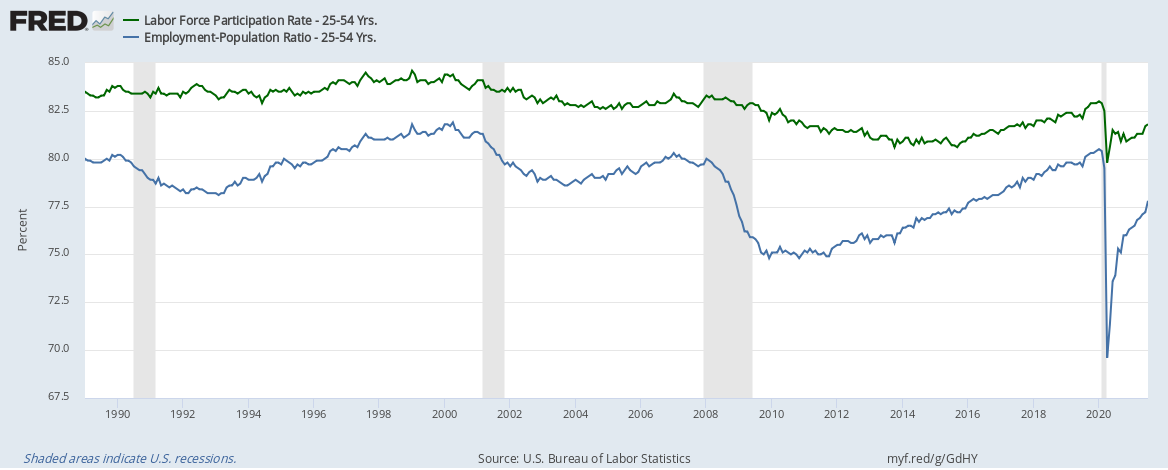
Phân tích tỷ lệ lao động có việc làm trong độ tuổi 25-54 đã loại trừ tác động của biến số tuổi. Cả 2 tỷ số đều có chung mẫu số là tổng dân số dân sự. Đường trên có tử số là tổng lao động (có việc làm và thất nghiệp), trong khi đường dưới có tử số chỉ gồm lao động có việc làm.

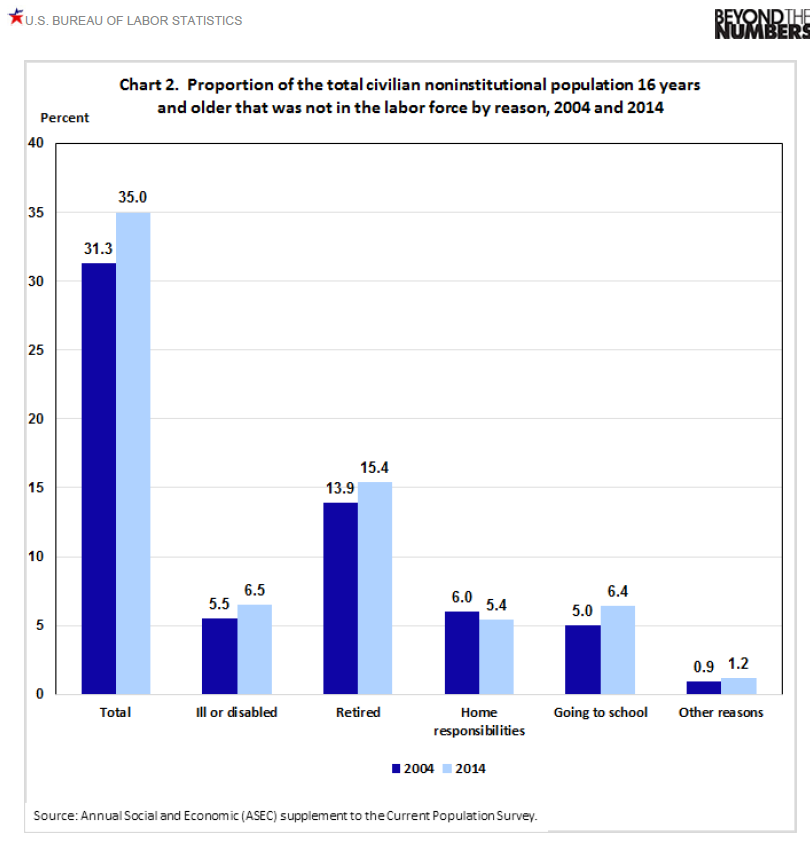
Thống kê tỷ lệ các nhóm lý do lao động dân sự từ 16 tuổi trở lên không tham gia lực lượng lao động, 2004 và 2014

Có nhiều cách thức khác nhau sử dụng để theo dõi thị trường lao động Hoa Kỳ. Mỗi phương thức cung cấp cái nhìn thấu đào về các nhân tố ảnh hưởng tới việc làm. Cục thống kê lao động cung cấp một biểu đồ thể hiện các biến liên quan đến việc làm trong nền kinh tế. Các thành viên Cục trự trữ liên bang cũng thường có các phát biểu và điều trần trước Quốc hội về quan điểm của họ về nền kinh tế, bao gồm thị trường lao động.
Tháng 9 năm 2017, số lượng việc làm so với mức tháng 11 năm 2007 (trước suy thoái) đã được hồi phục. Các biến số như tỷ lệ thất nghiệp (U-3 và U-6) và số lượng lao động có việc làm đã được cải thiện như mức trước suy thoái. Tuy nhiên, tỷ lệ tham gia lực lượng lao động (thậm chí trong độ tuổi lao động tốt nhất), và tỷ trọng thất nghiệp dài hạn diễn biến xấu hơn so với trước khủng hoảng. Thêm nữa, tỷ trọng việc làm bán thời gian đã tăng nhiều hơn so với trước suy thoái. Ví dụ:

### Tỷ lệ thất nghiệp
- Tỷ lệ thất nghiệp (U-3), đo bằng số lượng người thất nghiệp chia cho tổng lực lượng lao động dân sự, đã tăng từ 5% trong tháng 12 năm 2007 lên đỉnh điểm 10% tháng 10 năm 2009, trước khi hạ xuống mức 4,2% tháng 9 năm 2017.[19] Con số này loại trừ số lượng người không nằm trong lực lượng lao động, nên có thể sai lệch nếu một lượng lớn người trong độ tuổi lao động trở nên bi quan và dừng tìm việc.
- Tỷ lệ thất nghiệp (U-6)[20] là số đo rộng hơn của thất nghiệp, tính những công nhân bán thời gian là thất nghiệp. Tỷ lệ U-6 đã tăng từ 8,8% tháng 12 năm 2007 lên đỉnh điểm 17,1% tháng 11 năm 2009, trước khi giảm đều xuống mức 8,3% tháng 9 năm 2017.[21]
- Tỷ lệ lao động thất nghiệp không có việc làm trong 27 tuần hoặc hơn (như thất nghiệp dài hạn) chiếm bình quân 19% trước khủng hoảng, đã tăng lên 48,1% tháng 4 năm 2010 và giảm xuống 25,5% tháng 9 năm 2017.[22] Một vài nghiên cứu chỉ ra lao động thất nghiệp dài hạn có thể gặp nhiều khó khăn hơn vì những kỹ năng, kiến thức không được cập nhật và đối mặt với khó khăn trong việc cạnh tranh trên thị trường.[23]

### Số lượng lao động và tạo việc làm
- Lao động dân sự (Civilian employment) đã và đang mở rộng đều đặn trong suốt những năm 1990, nhưng ko đều những năm 2000 do quá trình suy thoái năm 2001 và 2008-2009. Từ 2010 trở lại, con số này tiếp tục tăng nhanh đến 2017. Ví dụ, số lượng lao động dân sự đã không phục hồi được trạng thái cao nhất 137,8 triệu người vào tháng 1 măm 2001 cho đến tháng 6 năm 2003. Sau đó, nó đạt đỉnh vào tháng 11 năm 2007 với 146,6 triệu người, sau đó giảm 8,6 triệu do khủng hoảng kinh tế toàn cầu, trở về mức 138 triệu người. Số lượng lao động Hoa Kỳ đã bắt đầu tăng từ sau đó và trở lại mức đỉnh trước khủng hoàng vào tháng 9 năm 2014. Đến tháng 12 năm 2016, tổng lao động dân sự là 152,1 triệu người, cao hơn mức đỉnh trước khủng hoảng 5,5 triệu người. Đến tháng 10 năm 2017, tổng lao động có việc làm là 153,9 triệu người.[24]
- Từ tháng 10 năm 2010 đến tháng 11 năm 2015, Hoa Kỳ đã tăng tổng cộng 12,4 triệu việc làm, với tăng trưởng hàng tháng trung bình đạt 203.000 việc làm, đây là mức tăng rất nhanh trong lịch sử.[24][25] Phân tích xu hướng của lực lượng lao động 2015 cho thấy, lý do chủ yếu người lao động không muốn kiếm việc làm, hơn là bi quan hay lý do khác, đã làm chậm lại tốc độ tăng của lực lượng lao động.[26]
- Số lượng việc làm được tạo ra năm 2014 là cao nhất kể từ năm 1999. Đến tháng 10, nền kinh tế Hoa Kỳ đã tạo ra 2,225 triệu việc làm trong khu vực tư nhân, trên tổng cộng 2,285 triệu việc làm của toàn quốc.[27]
- Tổng số lao động làm việc trong chính phủ (liên bang, bang và địa phương) là 22 triệu người vào tháng 11 năm 2015, tương tự mức tháng 8 năm 2006. Điều này đối lập với sự tăng trưởng đều đặn trong lao động chính phủ giai đoạn 1980-2008.[28] Số lao động tại chính quyền liên bang là 2,7 triệu người vào tháng 11 năm 2015, bằng với mức trước suy thoái năm 2007. Sau đó số lượng lao động tăng thêm 200.000 sau khủng hoảng, sau đó lại giảm trở lại.[29]

### Tỷ lệ tham gia lực lượng lao động
- Tỷ lệ tham gia lực lượng lao động được định nghĩa bằng số người trong lực lượng lao động (có việc làm và thất nghiệp) chia cho tổng số dân dân sự (từ 16 tuổi trở lên). Tỷ lệ này giảm đều từ 67,3% tháng 3 năm 2000 xuống 62,5% tháng 5 năm 2016.[30] Việc giảm này mang đặc điểm tự nhiên trong dài hạn vì dân số đang già đi và thời kỳ bùng nổ dân số (Baby Boom) đã kết thúc. (Dân số vẫn tăng nhưng lực lượng lao động không tăng). Các nhân tố khác bao gồm một tỷ lệ tăng lên của số người trong độ tuổi lao động nhưng bị bệnh, tàn tật hoặc đi học.[31]
- Một cách đo khác của tỷ lệ tham gia lực lượng lao động là tỷ lệ dân số có việc làm trên tổng số dân dân sự (EM), đã giảm từ mức đỉnh sau suy thoái năm 2007 từ mức 63% xuống còn 58% tháng 11 năm 2010, và hồi phục một phần thành 60% tháng 5 năm 2016.[32] Cách đo này cũng bị ảnh hưởng của nhân khẩu học.
- Các nhà phân tích có thể loại bỏ bớt sự tác động của nhân khẩu học bằng cách đưa ra tỷ lệ người 'trong tuổi lao động' từ 25-54. Với nhóm này, tỷ lệ tham gia lực lượng lao động giảm từ 83,3% tháng 11 năm 2007 còn 80,5% tháng 7 năm 2015, trước khi phục hồi lại mức 81,8% tháng 10 năm 2017. Tỷ lệ EM với nhóm này cũng giảm từ 79,7% tháng 11 năm 2007 còn 74,8% tháng 12 năm 2009, trước khi phục hồi mức 78,8% tháng 10 năm 2017. Trong cả hai trường hợp, các con số đều chưa đạt tới mức đỉnh trước khủng hoảng, đây là một chỉ dấu cho thấy sự trùng xuống của thị trường lao động với một số lượng người trong độ tuổi lao động không tham gia thị trường.[33][34]
- Cơ quan ngân sách Quốc hội Mỹ ước tính có khoảng 2,5 triệu công nhân ở dưới mức toàn dụng (việc làm đầy đủ) đến cuối năm 2015 và 1,6 triệu người tương ứng vào 31/12/2016, chủ yếu do sự giảm tham gia lực lượng lao động.[35]
- Tháng 12 năm 2015, Cơ quan thống kê lao động chỉ ra những lý do tại sao người dân độ tuổi từ 16 trở lên không tham gia lực lượng lao động, tính theo con số 87,4 triệu người năm 2014: 1) Nghỉ hưu-38,5 triệu hoặc 44%; 2) Ốm đau bệnh tật-16,3 triệu hoặc 19%; 3) Đi học-16 triệu hoặc 18%; 4) Nghĩa vụ gia đình-13,5 triệu hoặc 15%; và 4) Lý do khác-3,1 triệu hoặc 5%.[36] Đến tháng 11 năm 2016, Cục này ước tính có khoảng 90 trên 95 triệu người không tham gia lực lượng lao động do họ "Không muốn làm việc."[37]

### Công việc toàn thời gian và bán thời gian
- Số lượng lao động bán thời gian đã tăng trong giai đoạn 2008-2009 do kết quả của suy thoái kinh tế, trong khi số lượng lao động toàn thời gian sảm sút. Mô típ này diễn ra giống với những kỳ suy thoái trước. Từ tháng 11 năm 2007 đến tháng 1 năm 2010, số lượng lao động bán thời gian tăng thêm 3 triệu (từ 24,8 triệu lên 27,8 triệu), trong khi lao động toàn thời gian giảm đi 11,3 triệu (từ 121,9 triệu còn 110,6 triệu). Giữa năm 2010 và tháng 5 năm 2016, số lượng lao động bán thời gian dao động quanh mức 27-28 triệu người, trong khi lao động toàn thời gian phục hồi đều đặn lên mức 123,1 triệu người, cao hơn mức đỉnh trước khủng hoảng.[38] Nói cách khác, hầu như toàn bộ việc làm sau suy thoái là toàn thời gian.
- Tỷ lệ công việc toàn thời gian là 83% năm 2007, nhưng giảm xuống 80% tháng 2 năm 2010, sau đó phục hồi lên mức 81,5% tháng 5 năm 2016.[39]
- Số lượng lao động làm việc bán thời gian tháng 8 năm 2016 giữ trên mức trước khủng hoảng. Con số này tăng từ 4,6 triệu tháng 12 năm 2007 (trước khủng hoảng) lên mức đỉnh 9,7 triệu tháng 3 năm 2010, sau đó giảm xuống 6 triệu tháng 8 năm 2016. Tính theo phần trăm tổng lao động có việc làm trong khu vực tư nhân, con số này lần lượt là 3,3%, 7,1% và 4,0%.[40] Cục dự trữ Liên bang cho rằng đây là một chỉ dấu của sự sụt giảm thị trường lao động trong một phát biểu tháng 9 năm 2016.[41]
- Theo thống kê giữa giai đoạn 2005 và 2015, số việc làm tăng ròng trong những thoả thuận công việc khác (ví dụ như trợ giúp tạm thời, gọi khi có nhu cầu, các nhà thầu độc lập hoặc người làm tự do freelancers). Một số những lao động này đủ tiêu chuẩn xếp vào toàn thời gian (làm việc trên 35 giờ/tuần) trong khi số khác làm bán thời gian. Nói cách khác, số lượng công việc trong những ngành truyền thống hầu như không thay đổi, trong khi công việc tại những thoả thuận thay thế tăng 9,4 triệu.[42]
- Theo khảo sát số lượng lao động có 'công việc tốt' (định nghĩa là '30 giờ làm việc/tuần và được trả lương tương xứng'), tỷ lệ này vào khoảng 42% trong suốt năm 2010 và tăng gần 48% trong giai đoạn 2016-2017.[43]

### Cách đo lường khác
Cục dự trữ liên bang Mỹ (Fed) theo dõi các số đo khác nhau về thị trường lao động, từ đó tác động đến cách thức điều hành chính sách tiền tệ (monetary policy). Một bảng thông tin bao gồm 9 số đo, chỉ 3 trong số đó biểu hiện mức trước khủng hoảng 2007 vào tháng 6 năm 2014. Fed cũng xuất bản các báo cáo thông tin về thị trường lao động bao gồm 19 chỉ tiêu thống kê về việc làm khác.

### Tốc độ hồi phục
Nghiên cứu chỉ ra rằng sự hồi phục sau khủng hoảng tài chính có thể được kéo dài tương ứng với những kỳ suy thoái đặc trưng, với thời kỳ dài của thất nghiệp cao và tăng trưởng kinh tế chậm. So sánh khủng hoảng tài chính và suy thoái tại các quốc gia khác, sự phục hồi về việc làm tại Mỹ giai đoạn 2007-2009 là khá nhanh chóng.

## Thống kê nhân khẩu và xu hướng lao động

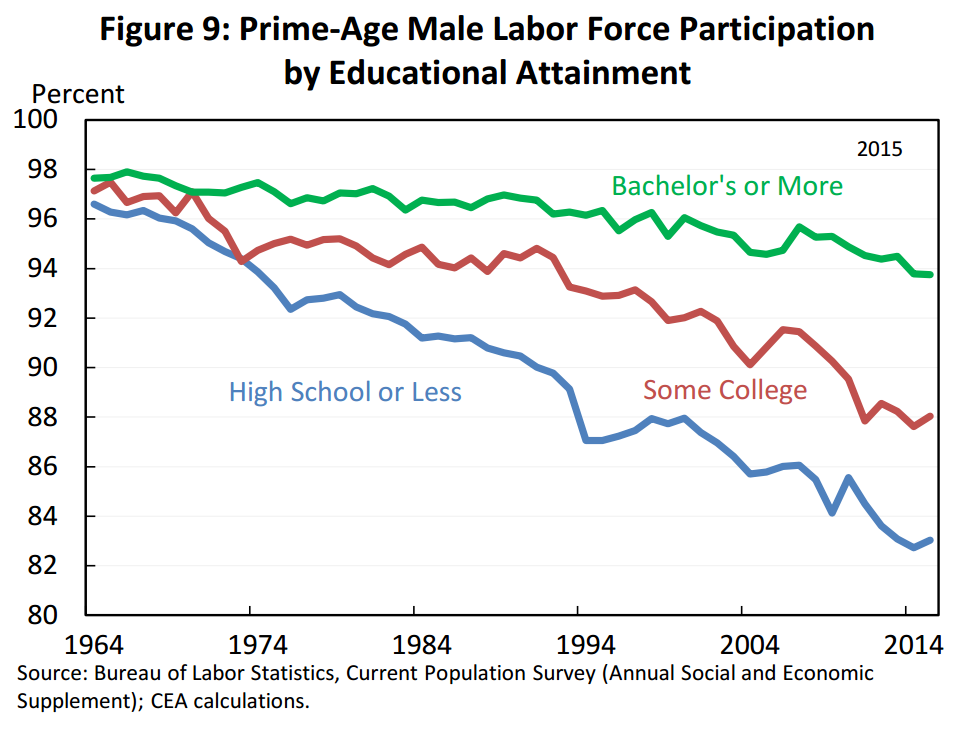
Đồ thị xu hướng giảm sút dài hạn của tỷ lệ tham gia lao động của nam giới độ tuổi 25-54, dựa trên các cấp độ giáo dục.

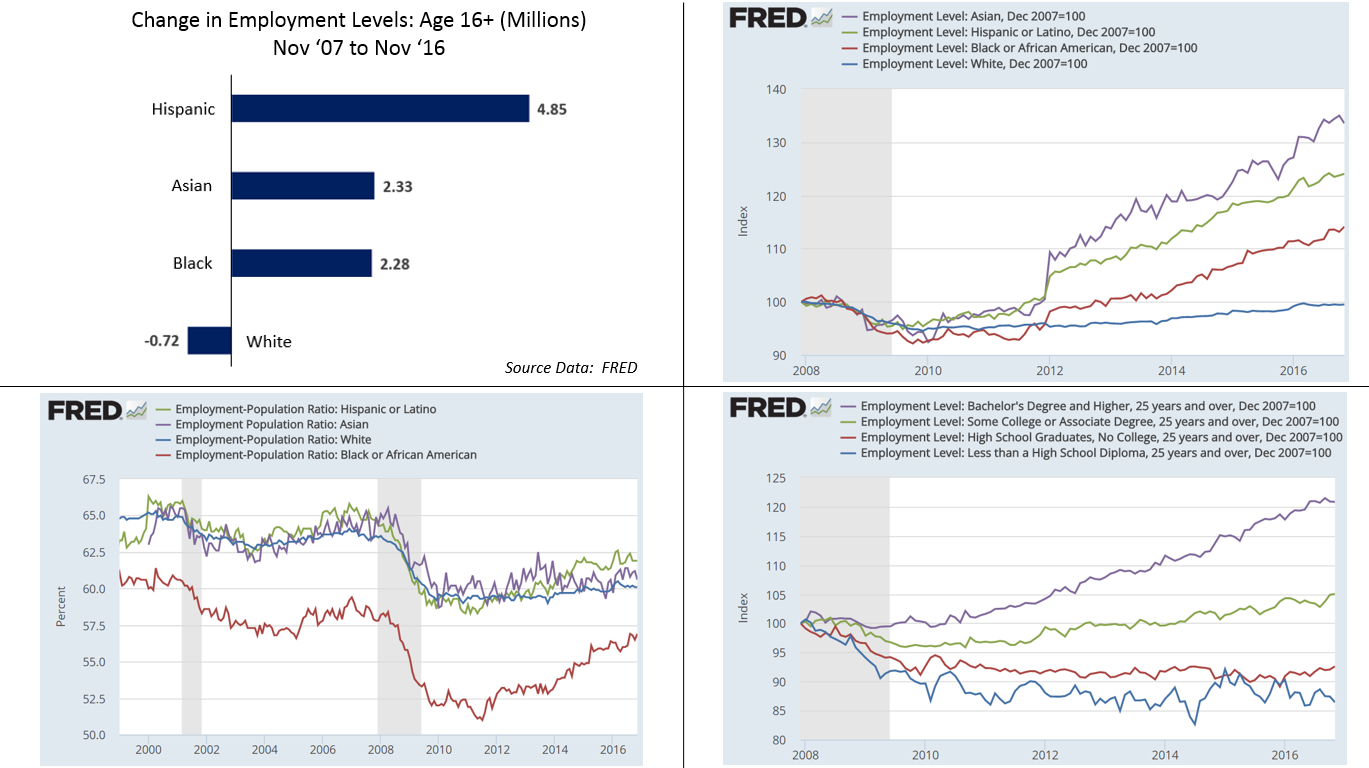
Xu hướng lao động theo chủng tộc và giáo dục, so sánh thời điểm trước khủng hoảng 2007 và tháng 11 năm 2016. Số lao động da trắng đã giảm 4,8 triệu người trong khi số lao động chủng tộc khác tăng lên.

Xu hướng về lao động có thể được phân tích bởi bất cứ yếu tố nhân khẩu nào một cách độc lập hoặc kết hợp, như tuổi tác, giới tính, giáo dục, và chủng tộc. Một xu hướng phổ biến trong phân tích về lao động là độ tuổi của lao động da trắng, chiếm 70% tổng lao động theo chủng tộc (tháng 11 năm 2016). Ví dụ số lượng dân da trắng trong độ tuổi lao động chính (25-54) đã giảm 4,8 triệu người từ tháng 12 năm 2007 đến tháng 11 năm 2016, gần 5%, trong khi dân số lao động không phải da trắng đang tăng lên. Đây là nguyên nhân chính giải thích số lượng công nhân không phải da trắng và không phải bản địa đang tăng tỷ trọng trong số lao động có việc làm. Tuy nhiên, lao động da trắng cũng có mức giảm mạnh hơn về mức độ tham gia lực lượng lao động hơn là nhóm không phải da trắng, với những lý do chưa được xác định rõ. Những thay đổi này có thể có những ẩn ý quan trọng về chính trị.

### Độ tuổi
- Giai đoạn suy thoái 2007-2009 đã gây ra sự sụt giảm về số lượng lao động có việc làm ở tất cả nhóm độ tuổi, trừ nhóm từ 55 tuổi trở lên vẫn tăng đều đặn. Nhóm tuổi 16-19 chịu tác động mạnh nhất, với số lượng lao động có việc làm giảm gần 30% so với mức trước khủng hoảng, trong khi các nhóm dưới 55 tuổi khác giảm từ 5-10%. Trong khi nhóm lao động tuổi 25-34 phục hồi về trước khủng hoảng đến tháng 1 năm 2014 và tiếp tục tăng chậm, một vài nhóm dưới 55 khác giữ nguyên như mức trước khủng hoảng đến tháng 5 năm 2016.[53]
- Tỷ lệ thất nghiệp ở tất cả nhóm tuổi tăng trong thời kỳ khủng hoảng, với nhóm 16-24 tuổi tăng 10% trong năm 2007 lên mức đỉnh 19,5% năm 2010, trước khi giảm trở lại 10% tháng 5 năm 2016.[54][55][56][57]

### Giới tính
- Nam giới chiếm ít nhất 7 trên 10 người bị mất việc trong thời kỳ suy thoái 2007-2009, theo Cục thống kê lao động.[58] Nam giới độ tuổi 25-54 có tỷ lệ tham gia lao động giảm ở tất cả các bậc giáo dục trong hàng thập kỷ, mặc dù sự sụt giảm nặng nề nhất ở lao động có bậc giáo dục dưới cao đẳng.[51] Đến tháng 9 năm 2016, 7 triệu nam giới ở Mỹ độ tuổi 25-54 ở tình trạng không có việc làm và cũng không tìm kiếm việc làm.[59] Những nam giới này thường trẻ tuổi, độc thân, không ở cùng bố mẹ và mức giáo dục thấp. Việc đi học, ốm đau, mức độ giáo dục, tình trạng tù tội, sự chuyển dịch của các ngành kinh với những công việc truyền thống dành cho nam giới như xây dựng, là những nhân tố đóng tạo ra tình trạng này.[60]
- Có khoảng 40% nam giới trong độ tuổi lao động không tham gia lực lượng lao động do tình trạng đau ốm gây ra.[61]

### Giáo dục
- Lịch sử đã chứng minh nhóm lao động có trình độ giáo dục cao hơn sẽ có tỷ lệ thất nghiệp thấp hơn. Ví dụ tháng 5 năm 2016, tỷ lệ thất nghiệp của lao động trên 25 tuổi là 2,5% với trình độ cao đẳng, 5,1% với trình độ phổ thông và 7,1% với lao động chưa tốt nghiệp phổ thông. Tỷ lệ thất nghiệp của cả ba nhóm này tăng gần gấp đôi trong giai đoạn khủng hoảng 2008-2009, trước khi giảm dần trở lại mức trước khủng hoảng vào tháng 5 năm 2016. Sự phục hồi của việc làm cũng là tốt hơn đối với những lao động có bậc giáo dục cao hơn. Một nghiên cứu chỉ ra rằng gần 11,6 triệu việc làm mới đã được tạo ra từ 2010 đến tháng 1 năm 2016 dành cho lao động có ít nhất một bằng cao đẳng. Trong khi chỉ 80.000 việc làm được tạo ra ứng với trình độ giáo dục phổ thông hoặc ít hơn.[62]
- Số lượng lao động có việc làm tăng tỷ lệ với mức độ giáo dục họ đạt được. Từ tháng 12 năm 2007 (trước khủng hoảng) tới tháng 6 năm 2016, số lượng lao động có việc làm thay đổi như sau: Trình độ đại học hoặc cao hơn tăng 21%; cao đẳng tăng 4%; trung học giảm 9%; và dưới phổ thông giảm 14%.[63] Tỷ lệ tham gia lực lượng lao động cũng giảm nhiều hơn với nam giới độ tuổi 25-54 với trình độ giáo dục thấp hơn, là một phần trong xu hướng giảm lực lượng lao động dài hạn đối với nam giới thuộc nhóm này.[64]

### Chủng tộc
- Tỷ lệ thất nghiệp của lao động Mỹ gốc Phi đã tăng từ 7,6% tháng 8 năm 2007 lên mức đỉnh 17,3% tháng 1 năm 2010, trước khi giảm xuống mức 8,2% tháng 5 năm 2016. Với lao động Mỹ Latin qua cùng thời kỳ, tỷ lệ này lần lượt là 5,5%, 12,9% và 5,6%. Với lao động Mỹ gốc Á, tỷ lệ này là 3,4%, 8,4% và 3,9%..[65][66]
- Số lượng lao động da trắng suy giảm nhiều hơn với lao động không phải da trắng trong giai đoạn từ 2007-2016, khi mà một số lượng lớn lao động dia trắng già đi (quá mức tuổi 25-54) và nghỉ hưu. Số lượng lao động da trắng đã giảm xấp xỉ 700.000 người từ tháng 11 năm 2007 (trước khủng hoảng) đến tháng 11 năm 2016, trong khi số lượng lao động chủng tộc khác tăng lên. Lao động gốc Tây Ban Nha đã tăng lên xấp xỉ 4,9 triệu (+24%), gốc Á 2,3 triệu (+34%), và gốc Phi 2,3 triệu (+14%).[67] Sự chênh lệch lớn này đã giúp chiến dịch của tổng thống Trump ghi điểm trước tầng lớp lao động da trắng năm 2016.[68] Trong khi dân số da trắng trong độ tuổi lao động chính 25-54 đã giảm khoảng 5% từ tháng 11 năm 2007 đến tháng 11 năm 2016, tương ứng với nó là sự sụt giảm của lao động da trắng có việc làm, lao động da trắng có mức giảm lớn hơn về tỷ lệ lao động có việc làm trên tổng dân số so với lao động thuộc chủng tộc khác.[52]

### Bản địa và nhập cư
Cục thống kê lao động đã chỉ ra lao động nhập cư có việc làm không cân xứng với tỷ lệ của họ trong dân số. 
- Từ năm 2000 đến 2015: 1) Dân nhập cư chiếm 33% về sự tăng lên nhóm dân số độ tuổi từ 16 trở lên, nhưng chiếm 53% sự tăng lên của lực lượng lao động và chiếm 59% số việc làm tăng thêm; 2) Dân bản địa có việc làm tăng 5,6 triệu người (5%) trong khi lao động nhập cư tăng 8 triệu người (47%); và 3) Tỷ lệ tham gia lực lượng lao động giảm nhiều hơn với dân bản địa (5%) so với dân nhập cư (2%).[69][70]
- So sánh trong giai đoạn từ tháng 12 năm 2007 (trước khủng hoảng) đến tháng 6 năm 2016, số lượng lao động nhập cư có việc làm tăng 13,3%, trong khi lao động bản địa chỉ tăng 2%.[71]

### Người từng phạm tội
- Số tuần làm việc trung bình hàng năm của người từng phạm tội đã giảm 5 tuần còn 42 tuần làm việc, dẫn đến sự sụt giảm 12% về việc làm.
- Số việc làm giảm sút với đối tượng người từng phạm tội là 9,7% với nam giới trẻ da trắng, 15,1% với nam giới trẻ da đen, và 13,7% với nam giới trẻ gốc Tây Ban Nha.[72]

## Nguyên nhân thất nghiệp
Có nhiều nguyên tố khác nhau từ trong nước, nước ngoài, thị trường và chính phủ ảnh hưởng tới thất nghiệp tại Hoa Kỳ. Những nhân tố này có đặc điểm mang tính chu kỳ (liên quan đến chu kỳ kinh doanh) hoặc cấu trúc (liên quan đến các đặc điểm kinh tế) và bao gồm trong số những nguyên nhân khác:
- Môi trường kinh tế: Nước Mỹ đã trải qua cuộc khủng hoảng vay thế chấp nhà đất và suy thoái kinh tế giai đoạn 2007-2008, từ đó làm tăng tỷ lệ thất nghiệp lên đỉnh điểm 10% vào tháng 10 năm 2009. Tỷ lệ thất nghiệp sau đó giảm dần, trở về mức 5% đến tháng 12 năm 2015 khi môi trường kinh tế cải thiện.
- Xu hướng nhân khẩu: Hoa Kỳ có dân số đang bị lão hóa, làm một số lượng người ra khỏi lực lượng lao động. Điều này dẫn đến xu hướng dài hạn giảm dần tỷ lệ dân số tham gia lực lượng lao động bắt đầu từ năm 2000, khi mà thế hệ bùng nổ dân số bắt đầu nghỉ hưu.
- Mức độ giáo dục: Theo số liệu lịch sử, mức độ giáo dục tăng lên, tỷ lệ thất nghiệp giảm đi. Ví dụ tỷ lệ thất nghiệp của lao động trình độ cao đẳng là 2,4% trong tháng 5 năm 2016, so với 7,1% của lao động trình độ phổ thông.[73]
- Xu hướng công nghệ, với việc máy móc thay thế công nhân trong nhiều lĩnh vực, trong khi việc làm trong lĩnh vực khác được tạo ra.
- Toàn cầu hoá và xu hướng thuê lao động nước ngoài, khi các công ty tạo ra công việc ở thị trường nước ngoài để giảm chi phí lao động và tránh các quy định.
- Chính sách thương mại quốc tế, dẫn đến thâm hụt cán cân thương mại ngày càng lớn kể từ những năm 2000, dẫn đến làm giảm GDP và việc làm tương ứng.
- Chính sách nhập cư, tác động đến số lượng lao động có nguồn gốc nước ngoài làm việc tại Mỹ.
- Chính sách tiền tệ: Cục dự trữ liên bang thực hiện chính sách tiền tệ, điều chỉnh lãi suất để đưa nền kinh tế hướng tới mục tiêu tỷ lệ thất nghiệp 5% và lạm phát 2%. Fed đã duy trì mức lãi suất gần bằng 0 kể từ giai đoạn suy thoái 2007-2009, trong nỗ lực nhằm tăng việc làm. Nó cũng đồng thời bơm một lượng lớn tiền vào nền kinh tế thông qua chính sách nới lỏng tiền tệ để thúc đẩy tăng trưởng kinh tế. Vào tháng 12 năm 2015, Fed đã tăng lãi suất lần đầu tiên ở mức vừa phải, và sẽ tiếp tục thực hiện nếu điều kiện kinh tế thuận lợi.
- Chính sách tài khoá: Chính phủ liên bang đã giảm thâm hụt cán cân ngân sách một cách đáng kể từ giai đoạn suy thoái 2007-2009, kết quả từ tổng hợp các biện pháp cải thiện môi trường kinh tế và giảm chi tiêu chinh phủ, tăng thuế đối với người giàu có. Giảm thâm hụt ngân sách có nghĩa là chính phủ đang làm ít hơn để hỗ trợ việc làm.
- Công đoàn: Tỷ lệ người lao động tham gia công đoàn đã giảm đáng kể từ những năm 1960, làm yếu đi sức mạnh tương quan giữa người lao đông và chủ doanh nghiệp. Điều này có nguyên nhân từ tổng hợp các xu hướng kinh tế và lựa chọn chính sách.[74]
- Xu hướng nhiều lao động hơn ở loại hình thoả thuận công việc thay thế (alternative work arrangements) (bán thời gian hoặc hợp đồng) hơn là công việc toàn thời gian; tỷ lệ những lao động thuộc lĩnh vực này đã tăng từ 10,1% trong năm 2005 lên 15,8% cuối năm 2015. Điều này chỉ ra tất cả những việc làm tăng thêm (khoảng 9 triệu việc làm từ 2005 đến 2015) đều ở loại hình thoả thuận công việc thay thế.[42][75][76]

## Chính sách tài khoá và tiền tệ

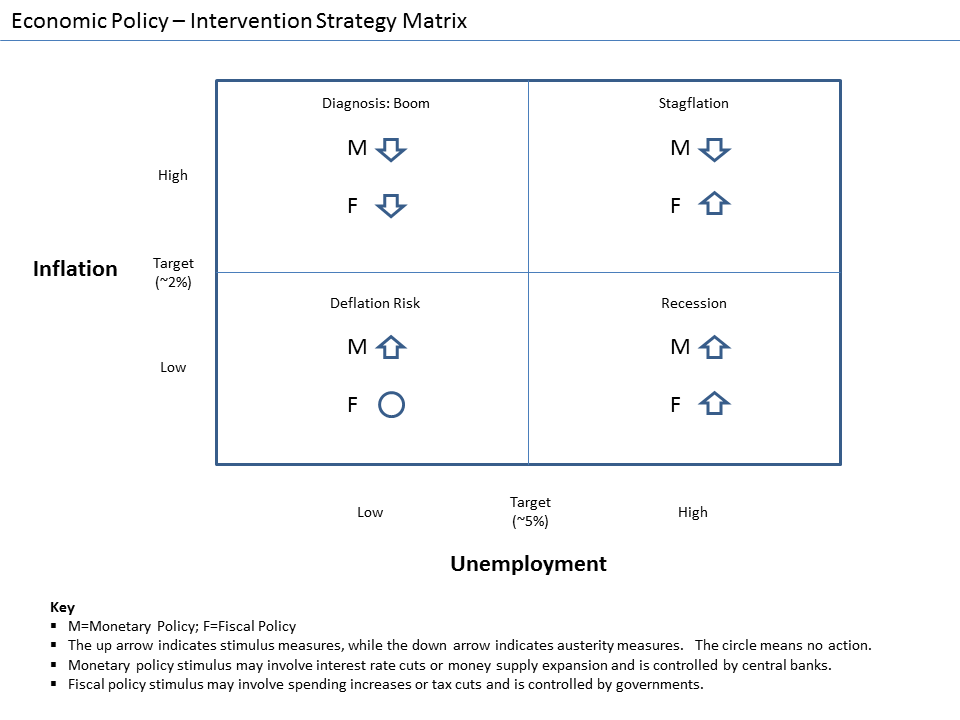
Những chiến lược tác động chính sách điển hình trong những điều kiện khác nhau.

Lao động và việc làm vừa là nguyên nhân và kết quả của tốc độ tăng trưởng kinh tế, nó có thể bị tác động bởi cả chính sách tài khoá của chính phủ (chi tiêu và thuế) và chính sách tiền tệ (Cục dự trữ liên bang).

### Chính sách tài khoá
Nước Mỹ đã tăng một lượng lớn nợ công hàng năm từ 2008 đến 2013, lên hơn 1 nghìn tỷ đô la tổng nợ quốc gia hàng năm từ năm 2008 đến 2012. Thâm hụt tăng chủ yếu do những tác động của khủng hoảng tài chính và suy thoái kinh tế. Với tổng GDP khoảng 17.000 tỷ đô la, chi tiêu chiếm một phần đáng kể GDP. Trường phái kinh tế Keynes cho rằng khi tăng trưởng kinh tế chậm lại, thâm hụt ngân sách tăng sẽ tăng lên do tác động của nền kinh tế. Đây là lý do giải thích tại sao biện pháp giảm thâm hụt ngân sách thực hiện bởi chính sách tài khoá cứng rắn (fiscal cliff) (tăng thuế và giảm chi tiêu) được kỳ vọng thực hiện trong giai đoạn suy thoái.
Tuy nhiên thâm hụt ngân sách trong giai đoạn 2014-2016 cho thấy nó không liên quan cụ thể đến nền kinh tế. Ví dụ theo báo cáo của cơ quan ngân sách quốc hội (CBO): "Ngân sách của chính phủ liên bang bị thâm hụt 486 tỷ đô la trong năm tài chính 2014, ít hơn 195 tỷ đô la so với năm 2013, và đạt mức thâm hụt thấp nhất kể từ năm 2008. Tương quan với quy mô nền kinh tế, khoản thâm hụt đó chỉ chiếm 2,8% tổng sản phẩm quốc nội (GDP) - thấp hơn so với mức bình quân của 40 năm qua. Và năm 2014 là năm thứ 5 liên tiếp thâm hụt giảm tính theo phần trăm GDP kể từ mức cao kỷ lục 9,8% GDP năm 2009. Theo ước tính của CBO, thu ngân sách tăng 9% và chi ngân sách tăng 1% năm 2014 so với năm tài chính trước đó."
Theo một phần chính sách kinh tế của Tổng thống Barack Obama, Quốc hội Mỹ đã sử dụng khoảng 800 tỷ đô là vào chi tiêu ngân sách và cắt giảm thuế theo Đạo luật tài đầu tư và phục hồi Hoa Kỳ tháng 2 năm 2009 để kích thích nền kinh tế. Sự giảm sút việc làm hàng tháng bắt đầu sụt giảm không lâu sau đó. Đến tháng 3 năm 2010, số lượng việc làm bắt đầu tăng trở lại. Từ tháng 3 năm 2010 đến tháng 9 năm 2012, hơn 4,3 triệu việc làm đã được tăng thêm, với các tháng tăng trưởng việc làm liên tục từ tháng 10 năm 2010 đến tháng 12 năm 2015. Đến tháng 12 năm 2015, số lượng lao động có việc làm là 143,2 triệu người, tăng 4,9 triệu so với đỉnh điểm trước khủng hoảng tháng 1 năm 2008 là 138,3 triệu người.

### Chính sách tiền tệ
Cục dự trữ liên bang Mỹ (Fed) duy trì một mục tiêu kép về đạt toàn dụng lao động trong khi duy trì một tỷ lệ lạm phát thấp. Việc điều chỉnh lãi suất của Fed (thuộc chính sách tiền tệ) là công cụ quan trọng để kiểm soát tỷ lệ thất nghiệp. Có thể có một sự đánh đổi giữa thất nghiệp và lạm phát, khi những chính sách làm giản thất nghiệp có thể tạo áp lực lạm phát, và ngược lại. Những tranh cãi về chính sách tiền tệ trong giai đoạn 2014-2015 tập trung vào thời điểm và mức độ tăng lãi suất, khi mà mục tiêu lãi suất gần bằng không đã được duy trì kể từ thời kỳ suy thoái 2008-2009. Cuối cùng Fed đã quyết định tăng lãi suất vào tháng 12 năm 2015. Fed đã công bố bản phân tích thị trường lao động liên quan tới quyết định lãi suất trong cuộc họp uỷ ban thị trường mở liên bang.
Cục dự trữ liên bang Mỹ đã có những hành động và biện pháp đáng kể để kiểm soát và điều tiết nền kinh tế sau thời kỳ suy thoái 2007-2009. Fed đã mở rộng đáng kể bảng cân đối tài khoản từ 2008 đến 2014, nghĩa là đã 'in thêm tiền' để mua một lượng lớn chứng khoán có thế chấp bằng bất động sản và trái phiếu kho bạc Mỹ. Điều này đã đẩy giá chứng khoán tăng lên, giúp giữ mức lãi suất thấp, khuyến khích các công ty vay mượn, đầu tư và người dân mua nhà cửa. Fed đã lên kế hoạch kết thúc chính sách mở rộng tiền tệ (quantitative easing) vào tháng 10 năm 2014 nhưng chưa quyết định vì họ có thể tăng lãi suất sắp tới. Fed cũng trói buộc các biện pháp chính sách của mình vào viễn cảnh thất nghiệp và lạm phát lần đầu tiên tháng 12 năm 2012.

## Những tranh luận chính trị

### Phái tự do
Phái tự do có quan điểm đòi hỏi chính phủ cần có chính sách hoặc hợp tác với khu vực tư nhân để tạo ra việc làm. Những đề xuất điển hình liên quan đến việc kích thích chi tiêu về xây dựng cơ sở hạ tầng, đầu tư vào năng lượng sạch, trợ cấp cho người thất nghiệp, cung cấp các khoản vay hỗ trợ giáo dục, và các chương trình đào tạo cho lao động. Phái tự do trước đây có những chính sách hỗ trợ cho công đoàn lao động và bảo hộ thương mại. Phái này thường ít quan tâm tới thâm hụt ngân sách và nợ công và có xu hướng dễ chấp nhận lạm phát tăng hoặc giảm giá đồng đô la để tăng cạnh tranh về thương mại quốc tế, vì một đồng tiền nội địa yếu sẽ làm cho hàng hoá xuất khẩu có giá rẻ hơn. Trong các thời kỳ suy thoái, phái tự do thường ủng hộ các giải phải dựa trên trường phái kinh tế học Keynes (Keynesian economics), tức ủng hộ cho chi tiêu chính phủ tăng thêm khi khu vực kinh tế tư nhân không thể hoặc không sẵn lòng hỗ trợ nền kinh tế tăng trưởng ở mức hiệu quả.

### Phái bảo thủ
Phái bảo có quan điểm ủng hộ các giải pháp thị trường tự do, với việc hạn chế sự can thiệp, giới hạn của chính phủ vào khu vực kinh tế tư nhân. Phái bảo thủ có xu hướng đối lập với quan điểm tăng chi tiêu hoặc trợ giúp của chính phủ, ủng hộ cho thị trường tự do quyết định thành công và thất bại. Những đề xuất điển hình liên quan tới việc hạn chế can thiệp vào thị trường và giảm thuế thu nhập. Phái bảo thủ trong lịch sử thường chống lại công đoàn lao động và khuyến khích các thoả thuận thương mại tự do. Phái này cũng quan tâm tới thâm hụt ngân sách và lo ngại nợ công tăng cao, ủng hộ việc giảm đầu tư và chi tiêu chính phủ. Phái bảo thủ thường có đề xuất chính sách nhằm giảm lạm phát. Họ cũng thường tán thành cho trường phái kinh tế học trọng cung (Quan điểm cho rằng tăng trưởng kinh tế ở mức hiệu quả nhờ bảo đảm thị trường tự do cạnh tranh và giảm thuế).

### Dữ liệu khảo sát
Số lượng những người giàu có có quan điểm ủng hộ vai trò chủ động của chính phủ trong giải quyết thất nghiệp ít hơn nhiều so với những nhóm dân số khác. Cụ thể chỉ 19% số người giàu nói rằng Chính phủ Washington nên bảo đảm mọi người dân muốn làm việc đều tìm kiếm được việc làm, trong khi 68% tổng số người khảo sát ủng hộ với đề xuất đó. Tương tự, chỉ 8% số người giàu nói rằng chính phủ liên bang nên tạo thêm việc làm cho người có khả năng và sẵn lòng làm việc nhưng không tìm được việc làm trong khu vực tư nhân, trong khi 53% tổng số dân khảo sát ủng hộ. Một bản khảo sát vào tháng 9 năm 2012 bởi tạp chí The Economist chỉ ra nhóm dân số có thu nhập hơn 100.000 đô la một năm quan tâm hơn gấp đôi so với nhóm thu nhập trung bình và thấp về vấn đề thâm hụt ngân sách, và đây là chỉ số quan trọng hàng đầu quyết định việc bỏ phiếu. Trong tổng số dân khảo sát, khoảng 40% nói rằng thất nghiệp là vấn đề quan trọng nhất trong khi 25% quan tâm đến thâm hụt ngân sách.
Khảo sát Gallup tháng 3 năm 2011 nêu ra rằng: "Cứ 4 người dân Mỹ có 1 người nói rằng cách thức tốt nhất để tạo thêm nhiều việc làm tại Mỹ là việc duy trì các nhà máy sản xuất tại nội địa và dừng việc chuyển các cơ sở này ra nước ngoài. Người dân Mỹ cũng có quan điểm ủng hộ tăng việc làm bằng tăng đầu tư cơ sở hạ tầng, giảm thuế, trợ giúp các doanh nghiệp nhỏ và giảm can thiệp của chính phủ vào thị trường." Hơn nữa, Gallup nêu ra rằng: "Người dân Mỹ thường xuyên nhấn mạnh vấn đề việc làm và nền kinh tế có vai trò quan trọng nhất với quốc gia, với 26% số người nói rằng việc làm là vất đề quan trọng nhất vào tháng 3." Những người thuộc đảng Cộng Hoà và Dân Chủ đồng tình rằng mang việc làm trở lại quốc gia Mỹ là giải pháp tiếp cận số một, nhưng khác nhau về những vấn đề khác. Các đảng viên Cộng Hoà xếp việc giảm thuế và giảm can thiệp chính phủ là những vấn đề quan trọng tiếp theo, trong khi đảng viên Dân Chủ ưu tiên việc đầu tư cơ sở hạ tầng và trợ giúp các doanh nghiệp quy mô nhỏ.
Hơn nữa, quan điểm của người dân Mỹ về tự do thương mại đã trở nên tiêu cực hơn. Cuộc khảo sát vào tháng 10 năm 2010 của báo Wall Street và NBD News chỉ ra rằng: "Trong hơn một nửa số người được khảo sát (53%) nói rằng các thoả thuận thương mại tự do tác động xấu tới Hoa Kỳ. Tỷ lệ này đã tăng lên từ 46% 3 năm trước và 32% năm 1999." Trong số người có thu nhập từ 75.000 đô la một năm trở lên, 50% nói rằng thương mại tự do tác động tiêu cực, tăng lên từ con số 24% năm 1999. Không kể đến yếu tố đảng phái, thu nhập và nghề nghiệp, 76-95% người dân Mỹ được khảo sát nói rằng "việc thuê ngoài và chuyển các cơ sở sản xuất từ Mỹ ra các nước bên ngoài là lý do khiến nền kinh tế Mỹ gặp trở ngại và làm nhiều người không tìm được việc làm."
Khảo sát của Pew Center tháng 8 năm 2012 chỉ ra: "85% tầng lớp trung lưu ở độ tuổi trưởng thành nói rằng hiện tại việc duy trì mức sống khó khăn hơn một thập kỷ trước đây. Trong số những người này, 62% chỉ trích những lời nói dối của Quốc hội, trong khi 54% nói những tiêu cực về các ngân hàng và tổ chức tài chính, 47% nói về các tập đoàn lớn, 44% nói về trách nhiệm của tổng thống Bush và nội các, 39% nói về cạnh tranh từ nước ngoài và 34% đổ lỗi cho chính quyền Obama."

### Những tranh luận giai đoạn 2008-2009
Tranh cãi xung quanh đạo luật tái đầu tư và phục hồi kinh tế Mỹ (American Recovery and Reinvestment Act of 2009 hoặc ARRA), khiến gói chi 800 tỷ đô la kích thích kinh tế bị quá hạn do khủng hoảng thế chấp nhà đất, đã thể hiện những quan điểm mâu thuẫn này. Đảng Dân chủ thường cổ xuyến cho chính sách tự do kinh tế, trong khi đảng Cộng hoà ủng hộ các chính sách bảo thủ. Áp lực của đảng Cộng hoà đã làm giảm khoản chi tiêu kích thích kinh tế đồng thời tăng mức cắt giảm thuế.
Những quan điểm trái chiều mang tính lịch sử này cũng được thể hiện trong cuộc tranh luận xung quanh đạo luật ổn định kinh tế khuẩn cấp năm 2008 (Emergency Economic Stabilization Act of 2008), cho phép thông qua chương trình giải cứu tài sản nợ xấu (Troubled Asset Relief Program) - cho phép chính phủ mua lại các tài sản nợ xấu và cổ phần vốn của các tổ chức tài chính để ổn định ngành tài chính - có khoảng 700 tỷ đô la cứu trợ cho ngành ngân hàng (sau đó giảm xuống 430 tỷ đô la). Nỗ lực bước đầu nhằm thông qua đạo luật đã thất bại tại Hạ viện chủ yếu do phản đối của phái Cộng hoà. Sau sự sụt giảm mạnh ở thị trường cổ phiếu và giảm áp lực từ nhiều nguồn phía khác, dự luật được chấp thuận ở cuộc bỏ phiếu lần hai tại Hạ viện.

### Những tranh luận từ 2010 đến nay

#### Tạo việc làm tại Mỹ và chấm dứt hoạt động tại nước ngoài
Thượng nghị sĩ Dick Durbin đề xuất dự luật năm 2010 có tên gọi "Tạo việc làm tại Mỹ và chấm dứt hoạt động tại nước ngoài" với nội dung giảm những ưu đãi thuế cho việc chuyển các nhà máy, cơ sở sản xuất của Mỹ ra nước ngoài và giới hạn khả năng trì hoãn lợi nhuận kiếm từ nước ngoài. Tuy nhiên, đạo luật bị ngăn lại tại thượng viện do những phản đối của phái Cộng hoà. Nó được ủng hộ bởi Liên đoàn lao động Mỹ và Hiệp hội các tổ chức công nghiệp (AFL-CIO) nhưng bị bác bởi Phòng thương mại Hoa Kỳ (U.S. Chamber of Commerce).
Ban nghiên cứu thuộc quốc hội tóm tắt đạo luật như sau: "Đạo luật Tạo việc làm tại Mỹ và chấm dứt hoạt động tại nước ngoài - Sửa đổi Đạo luật doanh thu nội địa thành: (1) Miễn thuế lao động trong vòng 24 tháng cho các chủ doanh nghiệp thuê nhân công thay thế cho những lao động không phải công dân Mỹ hoặc định cư lâu dài tại Mỹ - những người thực hiện các nghĩa vụ việc làm tương tự tại nước ngoài; (2) từ chối bất cứ khoản miễn giảm thuế nào hoặc hoàn thuế cho các chi phí thuê mướn nhân công bên ngoài nước Mỹ (được định nghĩa là bất cứ một giao dịch nào mà người đóng thuế giảm bớt hoặc loại bỏ hoạt động kinh doanh hoặc hoạt động gắn liền với khởi nghiệp hoặc mở rộng của những hoạt động kinh doanh đó bên ngoài nước Mỹ); và (3) loại bỏ việc hoãn thu thuế thu nhập của các tập đoàn nước ngoài có hàng hoá nhập khẩu vào Mỹ, ngoại trừ hàng hoá được xuất khẩu trước khi được sử dụng phần lớn ở Mỹ và cho các sản phẩm nông nghiệp không được trồng ở Mỹ với khối lượng lớn."

#### Đạo luật việc làm Mỹ
Tổng thống Mỹ Barack Obama đề xuất đạo luật việc làm Mỹ (American Jobs Act) vào tháng 9 năm 2011, bao gồm các khoản cắt giảm thuế và chương trình chi tiêu nhằm thúc đẩy tạo việc làm. Nhà Trắng đã cung cấp bản cáo bạch tóm tắt những điểm mục chính của đạo luật giá trị 447 tỷ đô la. Tuy nhiên, cả Hạ viện và Thượng viện đều không thông qua đạo luật cho đến tháng 12 năm 2012. Tổng thống Obama phát biểu vào tháng 10 năm 2011: "Trong những ngày tới, các thành viên Quốc hội phải đưa ra quyết định liệu họ có tin chúng ta nên trả lại việc làm những người giáo viên, công nhân xây dựng, sỹ quan cảnh sát và lính cứu hoả... Họ sẽ cần bỏ phiếu liệu họ có tin rằng chúng ta nên bảo vệ việc miễn thuế cho các chủ doanh nghiệp nhỏ và tầng lớp trung lưu người Mỹ, hay liệu chúng ta nên miễn thuế cho những triệu phú và tỷ phú."

#### Tài khoá thắt chặt
Trong năm 2012, những cuộc tranh cãi gia tăng liên quan đến khoản 560 tỷ đô la tăng thuế và cắt giảm chi tiêu được dự kiến hiệu lực vào 2013, theo đó sẽ giảm thâm hụt ngân sách năm 2013 một nửa. Các chỉ trích cho rằng với bối cảnh khủng hoảng thất nghiệp, chính sách tài khoá khắc khổ như vậy là quá sớm và sai hướng. Cơ quan ngân sách quốc hội cho rằng việc giảm thâm hụt một cách đột ngột như vậy sẽ lại gây ra cho Hoa Kỳ một giai đoạn khủng hoảng mới từ năm 2013, với tỷ lệ thất nghiệp tăng lên 9% so với khoảng 8% năm 2012, tổn thất hơn 1 triệu việc làm. Chính sách tài khoá thắt chặt được đề cập một phần trong đạo luật hỗ trợ người nộp thuế Mỹ năm 2012 (American Taxpayer Relief Act of 2012).

### Chính sách thuế

#### Thuế thu nhập cá nhân
Vẫn chưa có cơ sở rõ ràng về việc hạ thấp tỷ lệ thuế thu nhập giúp tăng trưởng việc làm, cũng như tăng tỷ lệ thuế làm chậm tăng trưởng việc làm. Điều này do có nhiều biến số khác tác động tới việc tạo ra việc làm. Các lý thuyết kinh tế cho rằng (khi các yếu tố khác ngang bằng) cắt giảm thuế là một cách thức kích thích (chúng làm tăng thâm hụt ngân sách) và từ đó tạo việc làm, cũng giống như chi tiêu chính phủ. Tuy nhiên, cắt giảm thuế có tác động ít hơn so với chi tiêu tính trên mỗi đô la thâm hụt ngân sách, khi mà một phần thuế cắt giảm có thể được tiết kiệm hơn là chi tiêu. Vì thuế thu nhập được chi trả chủ yếu bới những người nộp thuế thu nhập cao (khoảng nhóm 1% người giàu nhất trả một nửa số thuế) và những người đóng thuế này thường tiết kiệm nhiều hơn trên mỗi số tiền được hoàn lại từ cắt giảm thuế hơn là những người đóng thuế thu nhập thấp. Cắt giảm thuế thu nhập có hiệu quả ít về mặt kích thích kinh tế hơn là cắt giảm thuế trên chi lương, đầu tư cơ sở hạ tầng và trợ cấp thất nghiệp.
Một nghiên cứu chỉ ra rằng cắt giảm thuế tạo tăng trưởng việc làm, cụ thể là cho đối tượng thu nhập thấp. Tuy nhiên, các dữ liệu lịch sử chỉ ra rằng những thay đổi biên về tỷ lệ thuế thu nhập có ít tác động tới việc tạo việc làm, tăng trưởng kinh tế hoặc lao động.
- Trong những năm 1970, tỷ lệ thuế thu nhập cận biên cao hơn nhiều so với thời kỳ sau đó và nước Mỹ đã tạo ra 19,6 triệu việc làm mới tăng thêm.
- Trong những năm 1980, tỷ lệ thuế thu nhập cận biên thấp hơn và nước Mỹ đã tạo ra 18,3 triệu việc làm mới tăng thêm.
- Trong những năm 1990, tỷ lệ thuế thu nhập cận biên tăng và nước Mỹ đã tạo ra 21,6 triệu việc làm mới tăng thêm..
- Từ năm 2000 đến 2010, tỷ lệ thuế thu nhập cận biên thấp hơn do chính sách cắt giảm thuế của Tổng thống Bush và nước Mỹ không tạo ra việc làm tăng thêm. 7,5 triệu việc làm tạo ra trong giai đoạn 2000-2007 thể hiện tỷ lệ tăng trưởng việc làm thấp hơn so với con số lịch sử.
- Tổng thống Obama tăng thuế thu nhập lên 1% nhóm người giàu nhất sau sắc thuế của Bush tháng 1 năm 2013. Ông đồng thời cũng tăng thuế chi trả lương lên nhóm 5% cao nhất như một phần của đạo luật Affordable Care. Bất chấp việc tăng thuế này, việc làm tạo ra trung bình hàng tháng tăng từ 179.000 năm 2012 lên 192.000 năm 2013 và 250.000 năm 2014.[103]

Trung tâm nghiên cứu ngân sách và chính sách ưu tiên (CBPP) đã viết vào tháng 3 năm 2009: "Số lao động khu vực kinh tế quy mô nhỏ tăng trung bình 2,3% một năm (tương ứng 756.000 việc làm) trong nhiệm kỳ Clinton, khi mức thuế áp người thu nhập cao ở mức tương đương với thời Obama. Nhưng trong nhiệm kỳ Bush, khi mức thuế thấp hơn, số lượng lao động có việc làm chỉ tăng 1% (tương đương 367.000 việc làm)." CBPP cũng chỉ ra vào tháng 9 năm 2011, cả việc làm và GDP đã tăng nhanh hơn trong thời kỳ 7 năm sau chính sách tăng thuế của Tổng thống Clinton từ năm 1993, hơn thời kỳ tương tự sau chính sách cắt giảm thuế của Tổng thống Bush năm 2001.

#### Thuế thu nhập doanh nghiệp
Phái bảo thủ thường cho rằng thuế thu nhập doanh nghiệp giảm xuống sẽ khuyến khích các công ty thuê mướn nhiều nhân công hơn. Phái tự do thì đề xuất đạo luật đánh thuế với công ty thuê lao động tại nước ngoài và giới hạn các điều luật cắt giảm thuế doanh nghiệp.
Lợi nhuận của các công ty Mỹ sau khi trừ thuế (after-tax profits) đã đạt mức cao kỷ lục trong suốt năm 2012 trong khi thu từ thuế thu nhập doanh nghiệp thấp hơn mức bình quân trong lịch sử tính trên GDP. Ví dụ, lợi nhuận sau thuế của các công ty Mỹ đạt mức cao kỷ lục trong quý 3 năm 2012, đạt 1,75 nghìn tỷ đô la (quy về một năm). Các công ty Mỹ chi trả thuế chiếm xấp xỉ 1,2% GDP năm 2011. Mức này thấp hơn mức 2,7% GDP năm 2007 trước khủng hoảng và dưới mức trung bình 1,8% thời kỳ 1990-2011. Trong bản so sánh về mức độ đóng thuế thu nhập doanh nghiệp, cơ quan ngân sách quốc hội chỉ ra rằng trong năm 2005, tỷ lệ đóng thuế của Mỹ đứng cao thứ 3 trong số các quốc gia OECD, sau Nhật Bản và Đức. Tuy nhiên, nước Mỹ lại xếp thứ 27 trên 30 quốc gia OECD về thu thuế doanh nghiệp tính trên GDP, ở mức 1,8% so với mức trung bình 2,5%.

## Những giải pháp tạo thêm việc làm tại Mỹ
Có nhiều lựa chọn về tạo việc làm, nhưng những giải pháp này luôn được tranh luận gay gắt và thường có những đánh đổi về nợ công tăng cao, tác động xấu tới môi trường và ảnh hưởng tới lợi nhuận doanh nghiệp. Những ví dụ bao gồm tăng đầu tư cơ sở hạ tầng, cải cách thuế, giảm chi phí chăm sóc sức khoẻ, chính sách năng lượng và ổn định giá nhiên liệu, giảm chi phí thuê mướn nhân công, giáo dục và đào tạo, giảm thiểu can thiệp chính phủ vào thị trường, và chính sách thương mại. Tác giả Bittle & Johnson của tổ chức Public agenda (Tổ chức phi đảng phái và lợi nhuận) giải thích những ưu nhược điểm của 14 chính sách tạo việc làm được thảo luận thường xuyên, một vài trong số đó được tóm tắt theo các chủ đề bên dưới. Đây là những chủ đề nóng được tranh luận bởi các chuyên gia khắp các lĩnh vực.

### Đầu tư cơ sở hạ tầng
Nhiều chuyên gia ủng hộ cho xây dựng cơ sở hạ tầng, như xây dựng đường sá, cầu, nâng cấp lưới điện. Những khoản đầu tư này trong lịch sử đã tạo nên và duy trì hàng triệu việc làm, đổi lại là thâm hụt ngân sách liên bang và bang tăng cao. Trong thời kỳ phục hồi kinh tế sau khủng hoảng 2008-2009, có hơn 2 triệu việc làm bị giảm trong lĩnh vực xây dựng nhà cửa. Tổ chức kỹ sư dân dụng Mỹ đánh xếp cơ sở hạ tầng tại Mỹ đạt mức D+ năm 2013, xác định số tiền cần cho các kế hoạch đầu tư là 3,6 nghìn tỷ đô la đến năm 2020.
Cơ quan ngân sách quốc hội ước tính đến tháng 11 năm 2011 những khoản tăng đầu tư vào cơ sở hạ tầng sẽ tạo ra từ 1 đến 6 việc làm cho mỗi 1 đô la đầu tư; nói cách khác, 100 tỷ đô la đầu tư sẽ tạo ra khoảng 100.000 đến 600.000 việc làm mới. Tổng thống Obama đề xuất Đạo luật việc làm Mỹ năm 2011, bao gồm đầu tư cơ sở hạ tầng và miễn giảm thuế, được bù đắp bởi việc tăng thuế thu nhập với nhóm người thu nhập cao. Tuy nhiên, đạo luật không nhận được sự ủng hộ đủ ở Thượng viện để thông qua. Trong cuối năm 2015, cả hai Đảng ở Hạ viện và Thượng viện đã đồng ý thông qua gói đầu tư cơ sở hạ tầng lớn nhất trong thập kỷ, với 305 tỷ đô la trong 5 năm, ít hơn mức 478 tỷ đô la theo đề xuất ban đầu của Obama.

### Chính sách thuế
Giảm chi phí thuê nhân công sẽ khuyến khích chủ lao động tăng thêm tuyển dụng. Việc này có thể thực hiện thông qua việc giảm mức thuế chi trả bảo hiểm y tế và an sinh xã hội hoặc những loại thuế nhất định khuyến khích tuyển dụng thêm lao động. Cục ngân sách quốc hội (CBO) ước tính vào năm 2011 việc giảm thuế tiền lương (đặc biệt nếu giới hạn vào những công ty tăng quy mô chi trả lương), tăng trợ cấp cho người thất nghiệp, và cung cấp những khoản hoàn thuế cho hộ gia đình thu nhập thấp, sẽ tạo ra nhiều việc làm hơn trên mỗi đô la chi tiêu so với đầu tư cơ sở hạ tầng.
Tổng thống Obama đã giảm mức đóng thuế an sinh xã hội của người lao động trong thời kỳ 2011-2012, làm tăng 100 tỷ đô la thâm hụt ngân sách trong khi để lại khoản tiền này cho người dân chi tiêu. Mức thuế thu nhập doanh nghiệp tại Mỹ thuộc hàng cao nhất thế giới, mặc dù các tập đoàn, công ty Mỹ chi trả một khoản thuế thấp nhất so với GDP do việc né thuế. Giảm mức thuế này và hạn chế việc né tránh thuế có thể làm nền kinh tế Mỹ cạnh tranh hơn, nhưng cũng làm gia tăng thâm hụt ngân sách. Trung tâm chính sách thuế lấy ví dụ ước tính trong năm 2012 việc giảm thuế thu nhập doanh nghiệp từ 35% xuống 20% sẽ làm tăng nợ công lên 1000 tỷ đô la trong một thập kỷ tới.

### Chi phí chăm sóc sức khoẻ thấp hơn
Các công ty tại Mỹ phải chi trả một phần lớn các chi phí chăm sóc sức khoẻ cho người lao động. Các quốc gia khác thường không bắt các doanh nghiệp gánh chịu, mà đánh thuế trên người lao động để chi trả cho những khoản chăm sóc y tế này. Việc này làm giảm đáng kể chi phí thuê và duy trì lực lượng lao động.

### Chính sách năng lượng và khí thải
Một vài nghiên cứu chỉ ra chi phí của việc kiểm soát môi trường chiếm hàng ngàn đô la trên mỗi người lao động. Người Mỹ hiện đang bị chia rẽ về việc bảo vệ môi trường hay tăng trưởng kinh tế là ưu tiên cao hơn. Các quy định kiểm soát sẽ tăng chi phí vào xăng dầu và than đá, sẽ làm chậm tăng trưởng kinh tế, mặc dù chúng cũng mang lại những thúc đẩy phát triển đầu tư năng lượng sạch.
Tổng thống Obama chủ trương một loạt những chính sách về năng lượng sạch trong tháng 6 năm 2013. Bao gồm: giảm thiểu ô nhiễm khí thải từ các nhà máy điện; tiếp tục mở rộng sử dụng năng lượng sạch; tăng tiêu chuẩn về nhiên liệu cho nền kinh tế; và duy trì mức hiệu quả năng lượng tại các hộ gia đình và công ty.

### Chính sách việc làm và lương tối thiểu

Mức lương tối thiểu liên bang theo thời gian tính theo giá trị đồng đô la năm 2019 và giá trị danh nghĩa (nominal dollar)

Việc tăng mức tiền lương tối thiểu làm các hộ gia đình có nhiều tiền chi tiêu hơn, trong một thời đại mà các công ty đạt mức lợi nhuận kỷ lục và ngày càng ít công ty hơn để đầu tư. Các chỉ trích cho rằng việc tăng chi phí lao động ảnh hưởng đến việc tuyển dụng. Trong suốt 2009, mức lương tối thiểu là 7,25 đô la một giờ, hoặc 15.000 đô la một năm, bên dưới mức nghèo khổ đối với một số gia đình. Tờ Thời báo New York mục xã luận đã viết vào tháng 8 năm 2013: "Theo mức lương tối thiểu liên bang, hiện là 7,25 đô la một giờ, những công việc thu nhập thấp tại Mỹ được chi trả ở mức thấp hơn bất cứ thời điểm nào trước đây (thời hiện đại). Nếu mức lương tối thiểu tăng với tốc độ tăng của lạm phát của gần 50 năm qua, nó nên ở mức 10 đô la một giờ; nếu nó tăng với tốc độ bằng tốc độ tăng của năng suất lao động bình quân, nó sẽ ở mức 17 đô la một giờ."
Tổng thống Obama chủ trương tăng mức lương tối thiểu tháng 2 năm 2013: "Tổng thống kêu gọi Quốc hội thông qua việc tăng lương tối thiểu từ 7,25 đô la lên 9 đô la một giờ đến cuối năm 2015 và tham chiếu theo mức lạm phát từ đó về sau, và điều này nâng mức lương cho khoảng 15 triệu lao động và giảm đói nghèo, bất bình đẳng... Các nghiên cứu kinh tế chỉ ra rằng một mức tăng lương tối thiểu khiêm tốn sẽ làm tăng thu nhập và giảm đói nghèo mà không huỷ hoại thị trường lao động. Thực tế các nhà kinh tế học hàng đầu như Lawrence Katz, Richard Freeman, và Laura Tyson và các tập đoàn như Costco, Wal Mart và Stride Rite ủng hộ cho việc tăng mức lương tối thiểu, một phần vì tăng năng suất lao động và sức tiêu dùng cho người dân sẽ giúp nền kinh tế về mặt tổng thể."
Tờ Economist đã viết vào tháng 12 năm 2013: "Mức lương tối thiểu nếu không bị đặt quá cao, có thể giúp tăng chi tiêu mà không ảnh hưởng xấu tới thị trường lao động... Mức lương tối thiểu liên bang, chiếm 38% mức thu nhập trung bình, nằm trong số thấp nhất của các quốc gia giàu có. Vài nghiên cứu cũng chỉ ra việc này không gây hại tới thị trường lao động với mức lương tối thiểu liên bang hoặc bang, những nghiên cứu khác tìm thấy một điểm vài điểm nhỏ, nhưng nhìn chung không có tác động xấu nào đáng kể."
Mức lương tối thiểu tại Mỹ đã được tăng lần cuối lên 7,25 đô la một giờ vào tháng 7 năm 2009. Đến tháng 12 năm 2013, đã có khoảng 21 bang có mức lương tối thiểu cao hơn mức tối thiểu của Liên bang, với Bang Washington cao nhất là 9,32 đô la một giờ. Có 10 bang neo mức lương tối thiểu theo lạm phát.
Báo cáo của Cơ quan ngân sách quốc hội Mỹ vào tháng 2 năm 2014 chỉ ra rằng việc tăng lương tối thiểu lên 10,10 đô la một giờ từ 2014 đến 2016 có thể làm giảm khoảng 500.000 việc làm, trong khi 16,5 triệu lao động sẽ có mức lương cao hơn. Mức tăng nhẹ hơn lên 9,0 đô la một giờ chỉ làm giảm 100.000 việc làm, trong khi 7,6 triệu lao động được trả lương cao hơn.

### Sửa đổi chính sách
Những quy định pháp lý làm tăng chi phí của các công ty khởi nghiệp và hiện tại lên đáng kể. Yêu cầu sửa đổi những điều khoản luật sắp hết hiệu lựa giúp bảo đảm chỉ những quy định có giá trị được thay mới. Những công ty mới thành lập đóng góp vào một phần năm số việc làm mới được tạo ra. Tuy nhiên, số lượng các công ty thành lập mới mỗi năm giảm 17% sau thời kỳ suy thoái. Tạp chí Inc đã nêu ra những ý tưởng mới để giúp khuyến khích các công ty khởi nghiệp, bao gồm giảm thói quan liêu (red tape), tăng các khoản vay vi mô (micro-loans), nới lỏng chính sách nhập cư, và minh bạch hoá chính sách thuế.

### Chính sách giáo dục
Chính sách giáo dục cải cách có thể giúp giáo dục bậc cao dễ tiếp cận hơn với người dân và phù hợp với công việc hơn. Tỷ lệ thất nghiệp sẽ thấp hơn với người lao động có trình độ cao đẳng. Tuy nhiên, giáo dục cao đẳng ngày càng đắt đỏ. Cung cấp các khoản vay tuỳ thuộc vào các ngành học đang thiếu lao động như chăm sóc y tế và kế toán sẽ giúp giải quyết vấn đề mất cân bằng về cấu trúc lao động. Chủ tịch cục dự trữ liên bang Janet Yellen phát biểu năm 2014: "Các khoản tài trợ công về giáo dục là một cách khác mà chính phủ có thể giúp bù lại sự mất cân bằng về mặt nguồn lực mà các gia đình có thể chi trả cho con em đi học. Một trong những ví dụ điển hình là giáo dục bậc tiểu học. Nghiên cứu chỉ ra rằng những đứa trẻ xuất thân từ gia đình thu nhập thấp được học những trường chất lượng tốt thì có khả năng tốt nghiệp phổ thông và học cao đẳng cũng như có được công việc với thu nhập cao hơn, và chúng cũng ít có khả năng phạm tội hoặc phải nhận trợ cấp từ chính phủ."

### Bất bình đẳng thu nhập

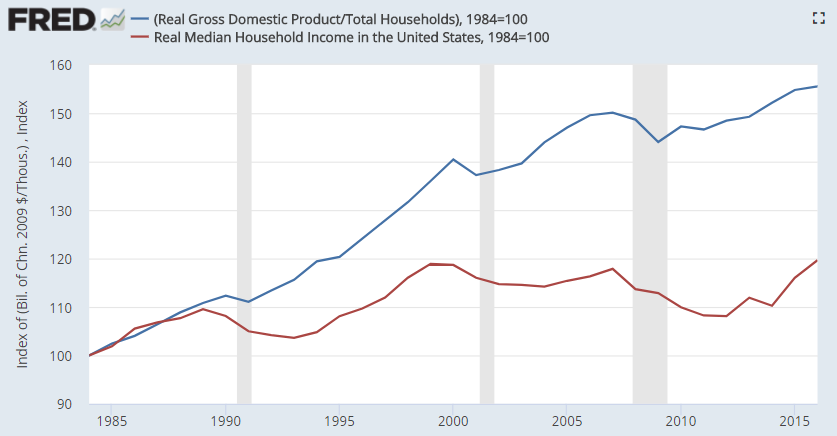
GDP bình quân hộ gia đình đã tăng trong khi mức thu nhập bình quân hộ gia đình không tăng là chỉ dấu của xu hướng tăng bất bình đẳng thu nhập.

Bất bình đẳng thu nhập, thể hiện bằng tương quan giữa mức lương đình trệ của các hộ gia đình thu nhập trung bình và thấp so với sự tăng lên về thu nhập của những người thuộc nhóm giàu có nhất, có thể tác động tiêu cực tới tăng trưởng kinh tế, khi mà những gia đình giàu có có xu hướng tiết kiệm nhiều hơn. Chất lượng hoặc mức chi trả cho công việc không chỉ tạo thêm nhiều việc làm. Các hoạt động của công đoàn đã suy giảm đáng kể, làm cho bất bình đẳng thu nhập gia tăng cũng như chuyển dịch việc làm ra nước ngoài. Sự gia tăng dịch chuyển lao động có thể giúp tạo ra những công việc trả lương cao, đẩy lại những miếng bánh kinh tế từ ông chủ sang người lao động. Tuy nhiên, với chi phí sử dụng lao động gia tăng, những chủ lao động có thể lựa chọn tuyển dụng ít nhân công hơn.

### Chính sách thương mại
Tạo ra một sân chơi với các đối tác thương mại có thể giúp tạo ra nhiều việc làm tại Mỹ. Sự khác biệt giữa mức lương và tiêu chuẩn sống giữa các quốc gia và sự kiểm soát, thao túng tiền tệ có thể tạo ra "thương mại tự do" hơn là "thương mại công bằng". Việc yêu cầu các quốc gia tôn trọng đồng tiền được thả nổi trên thị trường quốc tế sẽ giúp giảm đáng kể thâm hụt ngân sách, tạo thêm việc làm tại các quốc gia như Mỹ và Châu Âu.

### Thất nghiệp dài hạn
Cơ quan ngân sách Quốc hội đưa ra một vài lựa chọn cho việc giải quyết tình trạng thất nghiệp dài hạn vào tháng 2 năm 2012. 2 giải pháp ngắn hạn bao gồm: 1) Giảm chi phí biên về tuyển dụng thêm lao động cho các công ty; và 2) Chính sách thuế hướng đến người dân sử dụng những phần thu nhập tăng thêm để chi tiêu, chủ yếu là những người thu nhập thấp. Trong dài hạn, các cải cách cấu trúc nhưng chương trình đào tạo lai lao động hoặc trợ cấp giáo dục sẽ có tác dụng tích cực.

### Hội đồng cố vấn Tổng thống về việc làm và cạnh tranh
Tổng thống Obama thành lập Hội đồng cố vấn về việc làm và cạnh tranh năm 2009 (President's Council on Jobs and Competitiveness). Hội đồng này đã ra một bản báo cáo kèm theo một loạt các khuyến nghị vào tháng 10 năm 2011. Bản báo cáo bao gồm 5 đề xuất chính để tăng việc làm và cải thiện cạnh tranh: 
1. Tăng đầu tư vào các dự án tạo ra nhiều việc làm ở lĩnh vực cơ sở hạ tầng và phát triển năng lượng;
2. Tạo một cơ chế toàn diện khuyến khích tinh thần doanh nhân, gia tăng nhanh số lượng và quy mô các công ty nhỏ khởi nghiệp và những công ty tăng trưởng tốt để tạo ra số lượng việc làm chiếm chủ yếu tổng việc làm mới toàn nước Mỹ;
3. Sáng kiến về đầu tư quốc gia để thúc đẩy những việc làm được tạo ra từ làn sóng đầu tư vào nước Mỹ, gồm cả những công ty toàn cầu có trụ sợ trong và ngoài nước Mỹ;
4. Những ý tưởng đơn giản hoá thủ tục quy định pháp lý và phê duyệt các dự án để tăng nhanh việc tăng trưởng, tạo việc làm; và,
5. Các bước thực hiện để bảo đảm nước Mỹ có đầy đủ những nhân sự tài năng để đáp ứng những việc làm mới tạo ra, cũng như để thúc đẩy tạo việc làm mới trong tương lai.[126]